# Криштиану Роналду
Криштиа́ну Рона́лду душ Са́нтуш Аве́йру (порт. Cristiano Ronaldo dos Santos Aveiro; европейский португальский: [kɾiʃˈtjɐnu ʁoˈnaɫdu] (слушать)о файле; род. 5 февраля 1985, Фуншал, Португалия) — португальский футболист, нападающий и капитан саудовского клуба «Ан-Наср» и сборной Португалии. Чемпион Европы, пятикратный победитель Лиги чемпионов УЕФА. Считается одним из лучших футболистов всех времён.
Рекордсмен по количеству матчей, сыгранных за национальную сборную, лучший бомбардир в истории футбола по данным МФФИИС и четвёртый по данным RSSSF, самый результативный футболист на уровне сборных. Признан Португальской футбольной федерацией лучшим игроком в истории португальского футбола. Первый футболист в истории, которому удалось выиграть английскую Премьер-лигу, испанскую Примеру и итальянскую Серию A. Признавался лучшим игроком и бомбардиром сезона в каждом из этих турниров.
Начал профессиональную карьеру в португальском клубе «Спортинг», в 2003 году перешёл в английский «Манчестер Юнайтед», в 2009 году — в испанский «Реал Мадрид» (сумма этого трансфера до 2013 года была рекордной за всю историю футбола), в 2018 году — в итальянский «Ювентус». Неоднократно становился обладателем «Золотого мяча» France Football (2008, 2016, 2017), «Золотого мяча» ФИФА (2013, 2014) и «Золотой бутсы» (2008, 2011, 2014, 2015). Является рекордсменом по количеству проведённых матчей в еврокубках, лучшим бомбардиром европейских турниров за всё время, лучшим ассистентом в истории Лиги чемпионов УЕФА и рекордные семь раз становился лучшим бомбардиром сезона в Лиге чемпионов УЕФА, шесть из которых — подряд: в 2008, а также в 2013, 2014, 2015, 2016, 2017 и 2018 годах. После третьей подряд победы в Лиге чемпионов в составе «Реал Мадрида» стал первым игроком, выигравшим этот трофей пять раз.
За национальную сборную Португалии провёл 221 матч, сыграл на 14 турнирах и отличился на 13 из них. С 2008 года является капитаном сборной, в 2014 году стал её лучшим бомбардиром, а в 2016 году установил рекорд по количеству сыгранных матчей. В составе сборной стал чемпионом Европы 2016, а также победителем Лиги наций УЕФА 2019 и 2025 годов. Первый европеец, который смог забить 100 или больше мячей в составе сборной.
Один из самых узнаваемых спортсменов в мире, признан самым высокооплачиваемым спортсменом мира по версии журнала Forbes в 2016 и 2017 годах, а также самым известным спортсменом мира по версии ESPN в 2016, 2017, 2018 и 2019 годах. Time включил Роналду в список ста самых влиятельных людей в мире в 2014 году. C 2010 по 2019, заработав, по оценкам журнала Forbes, 800 млн долларов, занял второе место в списке самых высокооплачиваемых спортсменов десятилетия, уступив лишь Флойду Мейвезеру. В ноябре 2022 года стал первым в истории человеком, набравшим 500 миллионов подписчиков в Instagram.

## Ранние годы
Родился 5 февраля 1985 года в городе Фуншал на острове Мадейра. Был четвёртым ребёнком в семье повара Марии Долореш душ Сантуш Авейру (род. 1954) и садовника Жозе Диниша Авейру (1954—2005). Также у Криштиану есть старший брат Угу (род. 1975), сёстры Элма (род. 1974) и Лилиана Катя (род. 1977). Катя Авейру стала певицей, выступает в Португалии под сценическим именем Ronalda.
Назвать мальчика Криштиану предложила сестра матери. Второе имя, данное ему при рождении — Роналду — родители выбрали в честь Рональда Рейгана, так как отец Криштиану был поклонником находившегося в то время у власти американского президента. Играть в футбол Криштиану начал в возрасте 2-3 лет. В шесть лет пошёл в местную начальную школу, а средние классы посещал в школе «Баррейруш», преимущественно получал хорошие оценки, любил естествознание, но не любил английский. В 14 лет Роналду был исключён из школы за то, что он бросил стулом в учителя.

## Молодёжная карьера
В шесть лет получил приглашение сыграть за «Андоринью», где его отец подрабатывал, изготовляя клубную футбольную форму. В сезоне 1993/94 в матче против «Камачи» при счёте 0:2 в пользу соперника вышел во втором тайме, забил два гола и помог «Андоринье» одержать победу 3:2. В «Андоринье» получил прозвище Абельинья (с порт. — «abelhinha» — «пчёлка»), так как всегда был в движении на поле. Вскоре на Криштиану обратили внимание два самых сильных клуба острова: «Насьонал» и «Маритиму». Крёстный Роналду тренировал юношеский состав «Насьонала» и хотел видеть юного футболиста в клубе. Однако отец хотел, чтобы его сын перешёл в «Маритиму». Было решено организовать встречу представителей обоих клубов с президентом «Андориньи», однако тренер юношеской команды «Маритиму» не явился. В итоге Криштиану перешёл в «Насьонал» в обмен на 20 мячей и два комплекта юниорской формы.
Когда Роналду присоединился к «Насьоналу», ему было десять лет. Тренеры «Насьонала» обратили внимание на худощавое телосложение футболиста и порекомендовали ему больше есть, чтобы набрать мышечную массу. Уже на том этапе Роналду демонстрировал хорошую технику, высокую скорость, точные пасы и владение мячом, однако наставники Криштиану столкнулись с проблемой излишнего индивидуализма и гордыни футболиста. В сезоне 1995/96 Роналду выиграл с «Насьоналом» чемпионат среди 10-12-летних. На молодого футболиста обратили внимание «Порту» и «Боавишта». Крёстный отец Роналду связался с представителем столичного «Спортинга». Вскоре клуб отправил своего скаута на просмотр футболиста.
В апреле 1997 года отправился на просмотр в «Спортинг». Тренеры клуба были впечатлены его игрой и пригласили посмотреть на него директора молодёжного клуба Аурелиу Перейру. 17 апреля было принято окончательное решение пригласить Криштиану в «Спортинг». «Насьонал» был должен «Спортингу» 4,5 млн португальских эскудо (22,5 тысячи евро) за переход молодого игрока Франку. Трансфер Роналду позволил списать долг. В конце августа Криштиану окончательно переселился в Лиссабон. По выходным он подрабатывал, подавая мячи на матчах «Спортинга». В 15 лет у Роналду диагностировали тахикардию вследствие врождённого порока сердца. Потребовалось хирургическое вмешательство, в результате которого Криштиану лазером восстановили повреждённый участок сердца, через несколько дней выписав его. Операция не отразилась на спортивных показателях футболиста. В 16 лет он стал единственным футболистом в истории клуба, сыгравшим за все составы «Спортинга» (до 16, до 17, до 18 лет и резервную команду) в течение одного сезона. В августе 2001 года Роналду подписал свой первый профессиональный контракт на четыре года с зарплатой 2000 евро в месяц.

## Клубная карьера

### «Спортинг»
В июле 2002 года тренер Ласло Бёлёни, впечатлённый дриблингом Роналду, пригласил его принять участие в предсезонных спаррингах первой команды. «Спортинг» обыграл «Риу-Майор» со счётом 5:0. После этого матча Бёлёни решил переместить Роналду с центра поля на фланг, чтобы лучше использовать его скорость. 3 августа в контрольном матче против «Реал Бетис» Криштиану вышел на замену и забил гол, чем помог своей команде выиграть 3:2. В это же время он сыграл за сборную Португалии на молодёжном чемпионате Европы для футболистов до 17 лет. 14 августа Криштиану в матче против «Интернационале» дебютировал в официальных матчах за клуб в квалификации Лиги чемпионов.

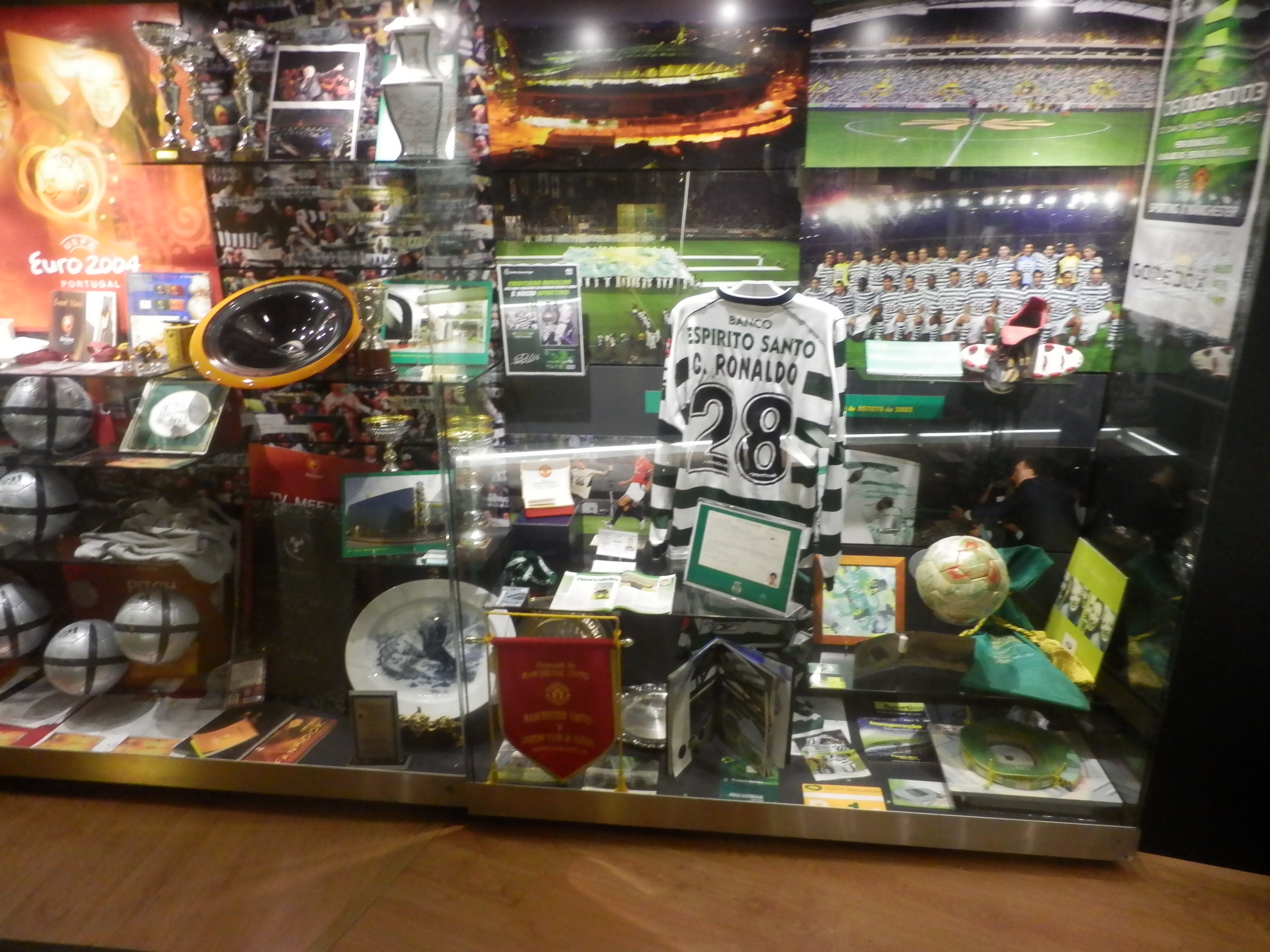
Памятные вещи Роналду времён «Спортинга», в числе которых его игровая футболка того периода

18 августа 2002 года стал обладателем первого трофея в своей профессиональной клубной карьере — Суперкубка Португалии, однако принять участие в матче ему не удалось. 7 октября Роналду дебютировал в чемпионате Португалии в матче с «Морейренсе». Криштиану сделал дубль и помог клубу победить со счётом 3:0. В возрасте 17 лет 8 месяцев и 2 дня он стал самым молодым автором гола в истории «Спортинга». По ходу сезона 17-летнего Роналду заметил тогдашний главный тренер «Ливерпуля» Жерар Улье, но «мерсисайдцы» не решились заключить контракт с португальцем, посчитав, что он ещё слишком молод и ему нужно время для развития своих навыков. Аналогичное решение приняли и в «Интере». Футболистом интересовался тренер лондонского «Арсенала» Арсен Венгер, который даже отправил ему личное приглашение в Лондон. Также Роналду интересовались испанские «Валенсия» и «Атлетико Мадрид», а итальянские «Парма» и «Ювентус» направляли конкретные предложения с суммой более 10 млн евро. К концу сезона Криштиану сыграл 25 матчей чемпионата, из которых 11 — в стартовом составе. Он забил три гола в лиге и два — в Кубке Португалии.
Летом 2003 года молодого португальского футболиста заметил главный тренер «Манчестер Юнайтед» Алекс Фергюсон (по рекомендации своего помощника Карлуша Кейроша). На 6 августа был запланирован товарищеский матч со «Спортингом» в честь открытия стадиона «Жозе Алваладе» в Лиссабоне. За день до матча был согласован трансфер за 12,24 млн фунтов и зарплатой футболиста в 2 млн евро в год. О переходе объявили 12 августа. В самом матче «Спортинг» победил «Юнайтед» со счётом 3:1, а Роналду отдал голевой пас на Луиша Фелипе.

### «Манчестер Юнайтед»
13 августа 2003 года Роналду официально представили на «Олд Траффорд». Он стал первым португальским игроком в истории «Манчестер Юнайтед». Футболист попросил для себя номер 28 (свой номер в «Спортинге»), так как не хотел дополнительного давления, связанного с номером 7, который ранее принадлежал таким игрокам «Юнайтед», как Джордж Бест, Брайан Робсон, Эрик Кантона и Дэвид Бекхэм. 
После того как я перешёл в клуб, тренер спросил меня, под каким номером я хочу играть. Я сказал, что под номером 28. Но Фергюсон сказал: «Нет, ты получишь номер 7». Эта знаменитая футболка стала для меня дополнительным источником мотивации. Я был вынужден оправдать ожидания после такой чести в мой адрес.

#### Дебют и первые достижения (2003—2007)
Дебютировал за «Манчестер Юнайтед» в матче с «Болтон Уондерерс» на «Олд Траффорд» 16 августа 2003 года. Встреча завершилась победой хозяев со счётом 4:0. В первое время Роналду было трудно привыкнуть к более контактному стилю игры в Англии, где защитникам давали большую свободу действий, нежели в Португалии. Первый гол за «красных» португалец забил 1 ноября 2003 года со штрафного удара в матче с «Портсмутом», завершившегося со счётом 3:0. 25 февраля 2004 года Криштиану в матче с «Порту» впервые вышел в составе «Юнайтед» в Лиге чемпионов. «Манчестер Юнайтед» завершил сезон на третьем месте. Однако у клуба оставался шанс выиграть трофей — Кубок Англии. В финале против «Милуолла» Роналду забил гол, в итоге его команда одержала победу со счётом 3:0 и выиграла данный турнир. Роналду завершил сезон, забив восемь голов в 40 матчах во всех турнирах. По итогам голосования болельщиков «Юнайтед» ему достался приз сэра Мэтта Басби.
В новом сезоне «красные» вновь стали третьими. Роналду помог своей команде дойти до финала Кубка Англии, он забивал по голу каждому сопернику, кроме «Мидлсбро» в 1/16 финала. 29 октября 2005 года Роналду забил 1000-й гол «Манчестер Юнайтед» в Премьер-лиге — в матче с «Мидлсбро», который завершился поражением «Юнайтед» со счётом 1:4. В 2006 году Роналду выиграл свой второй трофей в английском футболе, Кубок лиги, забив гол в финале, где «Юнайтед» победил «Уиган Атлетик» со счётом 4:0. По итогам сезонов 2004/05 и 2005/06 Роналду был признан лучшим молодым футболистом года FIFPro по версии болельщиков. После скандала на ЧМ-2006 с удалением Уэйна Руни Роналду выразил желание покинуть клуб, однако Фергюсон уговорил игрока остаться.

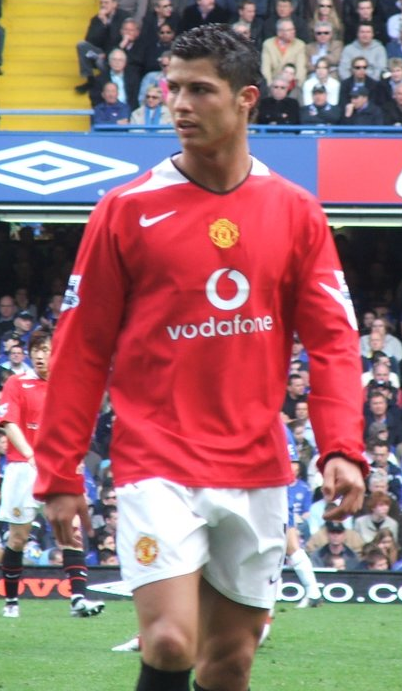
Криштиану Роналду в составе «Манчестер Юнайтед», 29 апреля 2006 года

В конце декабря 2006 года сделал три дубля подряд в матчах против «Астон Виллы», «Уиган Атлетик» и «Рединга». В ноябре и декабре 2006 года Роналду получил звание игрока месяца Премьер-лиги, став третьим в истории этого турнира футболистом, которому удалось взять две награды подряд (после Денниса Бергкампа в 1997 году и Робби Фаулера в 1996 году). 4 февраля 2007 года Роналду обвинили в симуляции — в матче с «Тоттенхэм Хотспур», когда он заработал спорный пенальти в столкновении со Стидом Мальбранком. 13 апреля португалец подписал 5-летний контракт с клубом, предусматривавший также увеличение зарплаты до 120 тысяч фунтов в неделю, что на тот момент сделало его самым высокооплачиваемым футболистом в истории «Манчестер Юнайтед». В конце сезона Роналду получил звания «футболист года» и «молодой футболист года» по версии Профессиональной футбольной ассоциации, повторив тем самым достижение Энди Грея в сезоне 1976/77. Также он выиграл приз «футболист года» по версии болельщиков ПФА и вошёл в «команду года» по версии ассоциации. Важным фактором в успехе того сезона стали персональные тренировки с Рене Мёленстеном, который научил Роналду играть более непредсказуемо, помог улучшить командную работу, приучил использовать любые возможности забить гол, а не ждать шанса отметиться зрелищно. 10 апреля 2007 года Роналду забил свой первый гол в плей-офф Лиги чемпионов, сделав дубль в матче с «Ромой» (7:1). Криштиану помог клубу дойти до финала Кубка Англии, но там «Юнайтед» уступил «Челси» (0:1). 5 мая 2007 года в дерби с «Манчестер Сити» Роналду на 33-й минуте заработал пенальти и сам же его реализовал, этот гол стал единственным в матче и 50-м для португальца в футболке «Юнайтед». После этого тура «красные дьяволы» завоевали титул чемпионов Премьер-лиги сезона 2006/07.

#### Победа в Лиге чемпионов (2007—2008)
19 сентября 2007 года в рамках группового этапа Лиги чемпионов впервые вышел против своей бывшей команды — «Спортинг» — и забил мяч, который не стал праздновать. 12 января 2008 года в матче с «Ньюкасл Юнайтед» сделал свой первый хет-трик за «красных», игра завершилась победой «Юнайтед» со счётом 6:0. Во встрече с «Редингом» 19 января он забил свой 23-й гол в чемпионате — столько же голов он забил во всех турнирах в сезоне 2006/07. В матче 1/8 финала Лиги чемпионов против «Лиона» Роналду забил единственный гол, по сумме двух матчей счёт был 2:1, и «красные» прошли дальше. 19 марта 2008 года Роналду впервые в своей карьере в «Юнайтед» вышел на поле с капитанской повязкой и забил оба гола за свой клуб во встрече с «Болтоном», завершившейся со счётом 2:0. Второй из его голов в этом матче стал 33-м в сезоне, что стало новым клубным рекордом по количеству голов, забитых полузащитником (всего в том сезоне Роналду забил 42 гола). Таким образом, Роналду побил рекорд Джорджа Беста, который в сезоне 1967/68 забил 32 гола. 1 апреля в матче 1/4 финала Лиги чемпионов против «Ромы» Криштиану открыл счёт ударом головой после подачи Пола Скоулза. «Юнайтед» выиграл матч 2:0, а в ответной игре закрепил преимущество (1:0). В полуфинале «Манчестер Юнайтед» встретился с «Барселоной», а Роналду впервые сыграл против Лионеля Месси. В матче на «Камп Ноу» Криштиану заработал пенальти, когда его удар головой блокировал рукой Габриэль Милито. Пенальти взялся бить сам Роналду, но пробил выше ворот. Игра завершилась без голов, а в ответном матче «Юнайтед» победил с минимальным счётом.

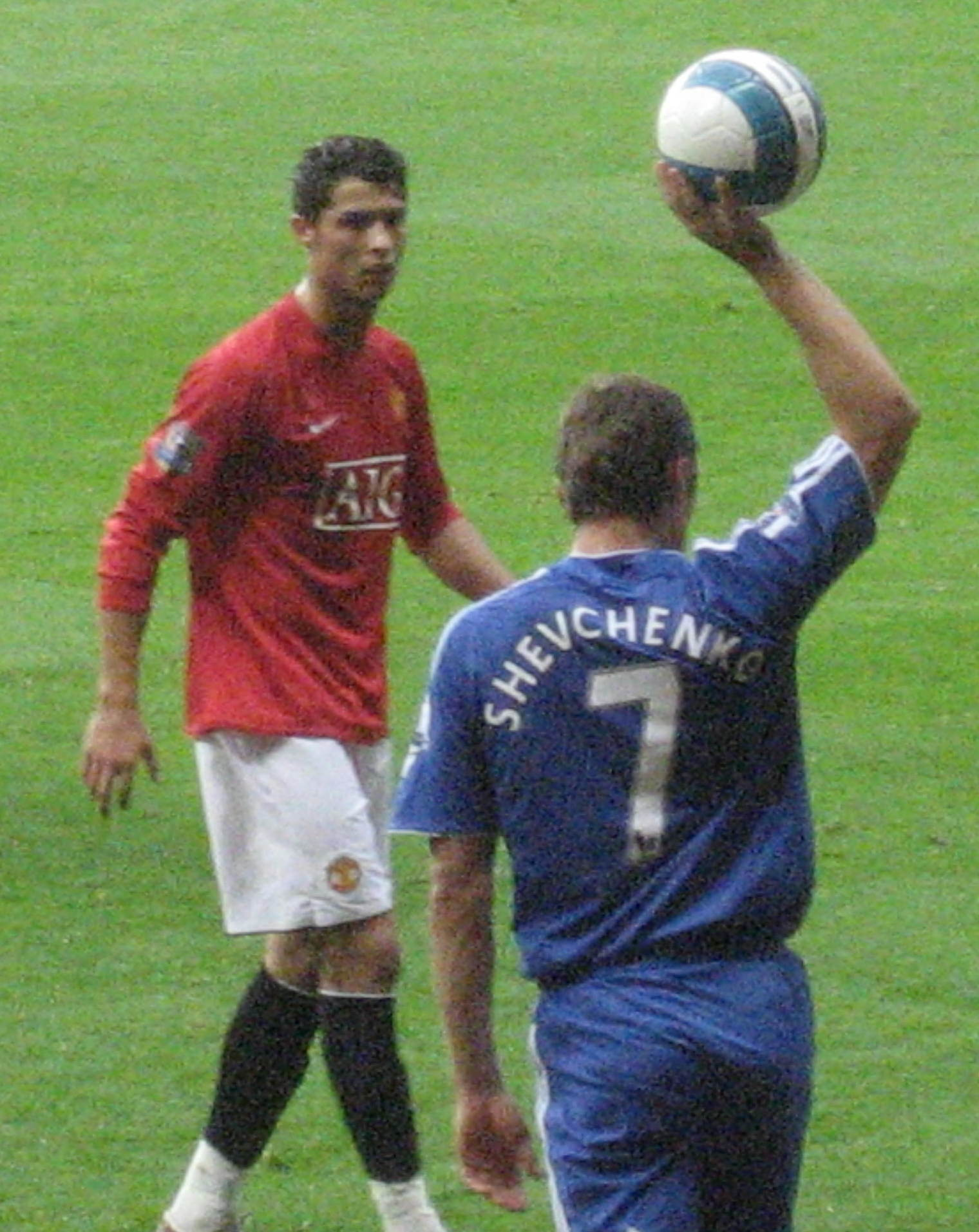
Криштиану Роналду и Андрей Шевченко, 23 сентября 2007 года

21 мая 2008 года в финале Лиги чемпионов 2007/08 в Москве против «Челси» Роналду открыл счёт. «Челси» удалось отыграться, а основное и дополнительное время победителя не выявили. В серии пенальти Роналду пытался переиграть Петра Чеха, резко остановившись перед ударом, но Чех отбил его. Впоследствии Джон Терри не смог реализовать свой пенальти, в итоге «Юнайтед» удалось одержать победу и выиграть Лигу чемпионов. Роналду был выбран лучшим игроком матча по версии УЕФА. За этот сезон Роналду сохранил зрелищность своей игры, но также расширил свой репертуар новыми навыками: он научился пробивать левой ногой, улучшил исполнение штрафных ударов и ударов головой, а также стал больше работать на команду. Голевые показатели Роналду сделали его не только лучшим бомбардиром Премьер-лиги в сезоне (31 гол), но и первым вингером в истории, завоевавшим «Золотую бутсу». Также Криштиану во второй раз подряд стал лучшим футболистом Англии и по версии журналистов, и по версии футболистов.

#### «Золотой мяч» и последний сезон в «Юнайтед» (2008—2009)
5 июня 2008 года телеканал Sky Sports сообщил, что Роналду заинтересован в переходе в «Реал Мадрид». «Манчестер Юнайтед» составил официальную жалобу на незаконные попытки «Реала» переманить португальца и 9 июня направил её в ФИФА, но организация отказалась применять какие-либо санкции к мадридскому клубу. На протяжении большей части лета продолжались спекуляции о будущем Роналду, пока 6 августа португалец не объявил, что он остаётся в «Юнайтед» ещё минимум на один сезон. Из-за травмы лодыжки Роналду пропустил десять недель и вернулся в игру 17 сентября в матче группового этапа Лиги чемпионов 2008/09 против «Вильярреала». 15 ноября 2008 года португалец забил свой 100-й и 101-й гол за «Манчестер Юнайтед» в матче против «Сток Сити», оба — ударами со штрафного (матч завершился победой «Юнайтед» со счётом 5:0). После этих двух голов Роналду имел на своём счету голы в ворота всех остальных 19 команд Премьер-лиги. По итогам 2008 года Роналду получил «Золотой мяч», став третьим португальцем — обладателем награды после Эйсебио и Луиша Фигу. В ходе голосования португалец опередил Лионеля Месси. Уже в статусе лучшего игрока Европы Роналду выиграл Клубный чемпионат мира. В финале против победителя Кубка Либертадорес «ЛДУ Кито» Криштиану отдал голевую передачу на Уэйна Руни, который забил единственный мяч встречи. По итогам турнира Роналду получил «серебряный мяч».

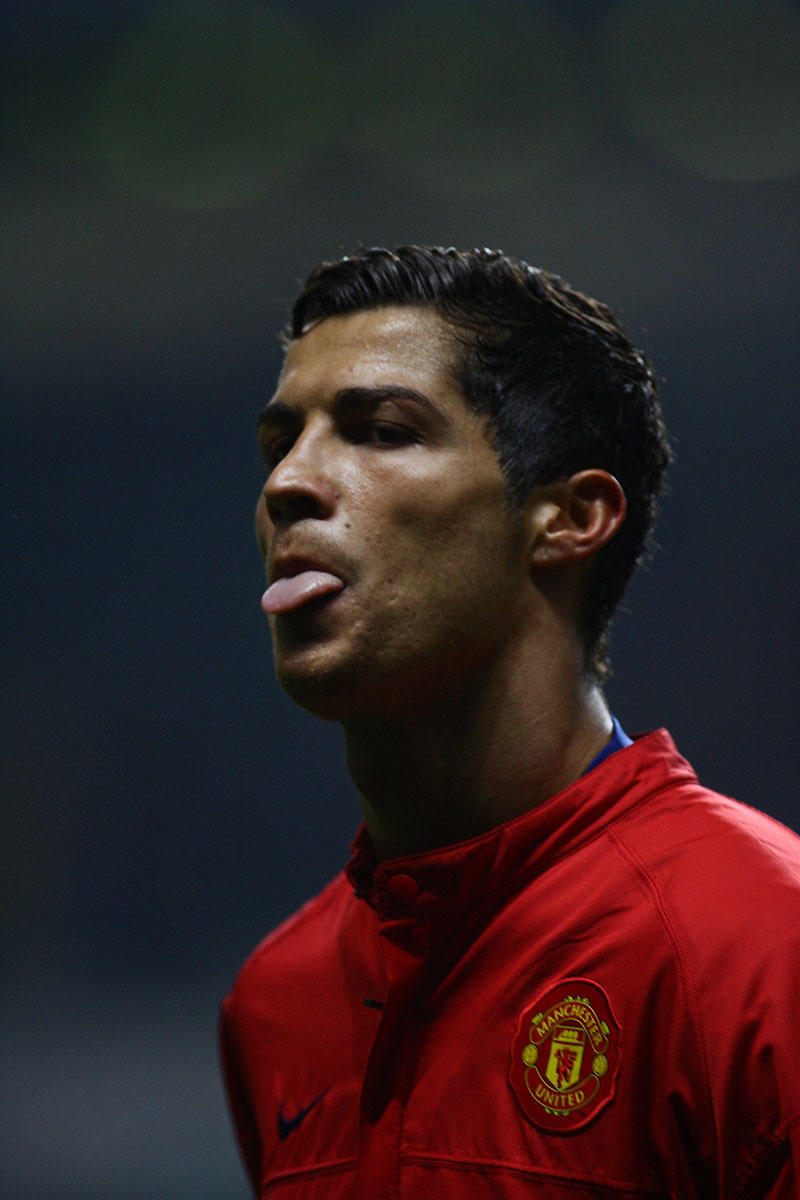
Криштиану Роналду в матче против «Селтика», 5 ноября 2008 года

12 января 2009 года Криштиану Роналду получил награду «Игрок года ФИФА» как лучший футболист мира 2008 года. 15 апреля 2009 года в ответном матче 1/4 финала Лиги чемпионов против «Порту» Роналду открыл счёт ударом с 40 метров. Этот гол стал единственным в матче и в конце года принёс Криштиану премию имени Ференца Пушкаша за лучший гол года. В финале Лиги чемпионов «Манчестер Юнайтед» встретился с «Барселоной». В прессе акцентировалось внимание на противостоянии Роналду и Месси, в том числе за «Золотой мяч» 2009 года. «Барселона» победила со счётом 2:0, второй гол в матче забил Месси.
11 июня 2009 года «Манчестер Юнайтед» принял предложение мадридского «Реала» о продаже Роналду в испанский клуб за 80 млн фунтов стерлингов. Окончательное соглашение было подписано 26 июня. Португальский полузащитник стал самым дорогим игроком в истории мирового футбола, побив рекорд Зинедина Зидана. Длительность контракта Роналду с «Реалом» была рассчитана до 2015 года, игрок должен был получать 11 млн евро в год, помимо этого в контракте была прописана сумма отступных — миллиард евро. Представители семьи Глейзеров заявили, что трансфер был полностью согласован с Фергюсоном. После завершения своего трансфера в «Реал» Роналду выразил благодарность Фергюсону за помощь в развитии его как футболиста, сказав: «Он был моим отцом в спортивном плане, одним из самых важных и самых определяющих факторов, повлиявших на мою карьеру».

### «Реал Мадрид»

#### Сезон без трофеев и рекорды результативности (2009—2012)
6 июля 2009 года на «Сантьяго Бернабеу» состоялась презентация Роналду в новом клубе, её посетило около 80 тысяч человек. Поскольку капитан мадридского клуба Рауль уже носил номер 7, использовавшийся португальцем в «Манчестер Юнайтед», Роналду выбрал номер 9. Первый матч за «Реал» Роналду сыграл 20 июля — это произошло в рамках предсезонной подготовки, а соперником стала ирландская команда «Шемрок Роверс». Дебют Криштиану Роналду в официальном матче за «Реал Мадрид» состоялся 29 августа 2009 года во встрече с «Депортиво» (3:2), в том матче он забил и первый мяч.

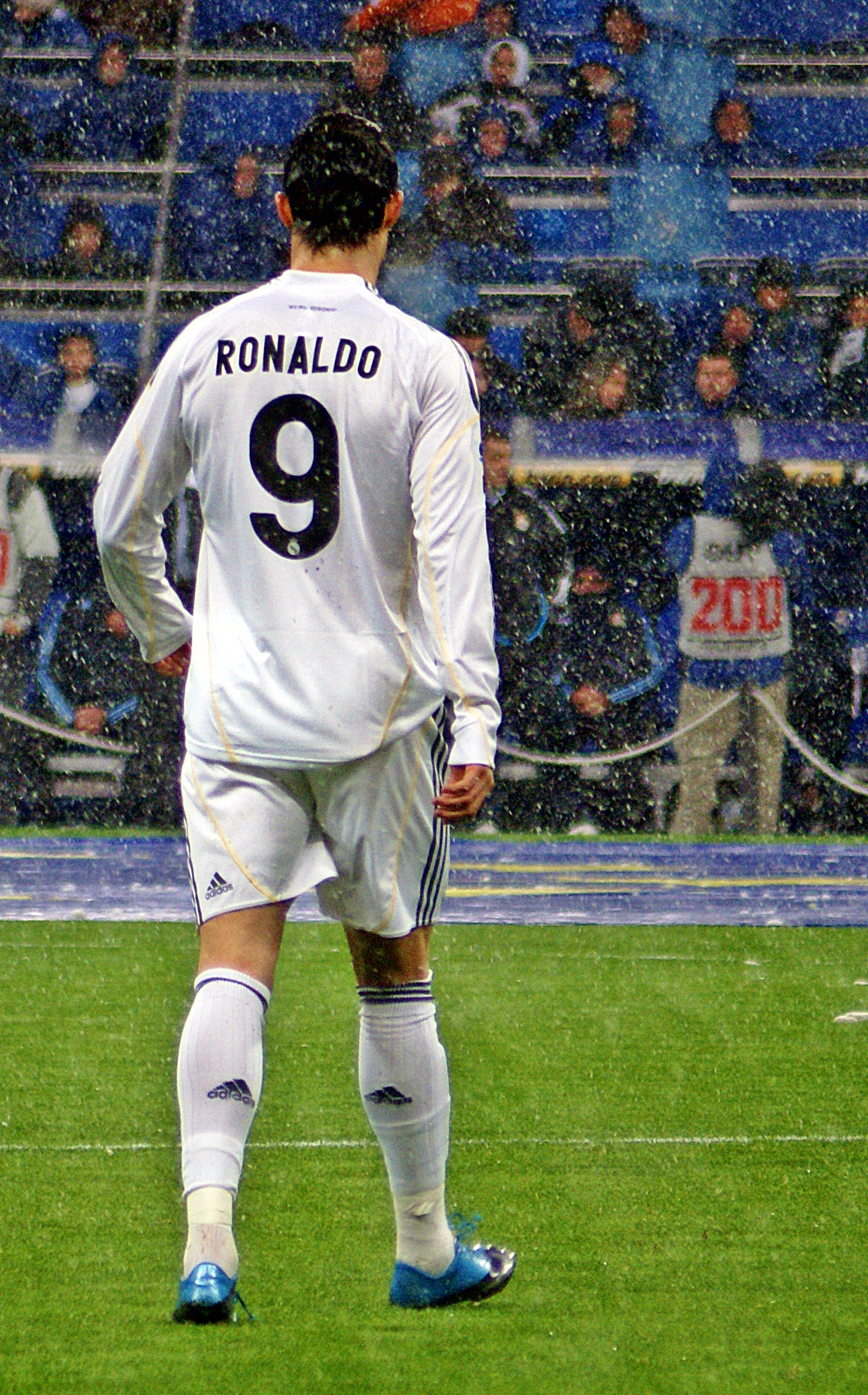
Криштиану Роналду в своём первом сезоне в Испании. Тогда он использовал номер 9 вместо привычной «семёрки»

В первых четырёх матчах за клуб Роналду неизменно отличался забитым голом. В первом матче Лиги чемпионов после перехода Роналду забил два гола в ворота «Цюриха», причём оба — со штрафных ударов. 30 сентября во втором матче группы Лиги чемпионов против «Олимпик Марсель» Криштиану открыл счёт, однако позже защитник Сулейман Дьявара сбил его в штрафной площади и наступил на лодыжку. Роналду попытался продолжить матч и забил третий гол «Реала», но затем был заменён. Травма сказалась на играх за сборную. В матче против Венгрии Роналду ещё в первом тайме покинул поле, после чего был вынужден вернуться в клуб. Диагноз — растяжение латеральной связки с воспалением и отёком лодыжки. Совокупно Криштиану пропустил 55 дней. 29 ноября Роналду сыграл свой первый «Эль-Класико» против «Барселоны». В декабре Роналду проиграл борьбу за «Золотой мяч» и приз «Игрока года ФИФА». Несмотря на двухмесячное отсутствие из-за травмы, Криштиану удалось закрепить за собой место на левом фланге полузащиты. В дебютном сезоне он забил 33 гола в 35 матчах, став лучшим бомбардиром команды.
После ухода Рауля в преддверии сезона 2010/11 Роналду всё же взял номер 7. С этого сезона командой руководил новый главный тренер Жозе Моуринью, который сменил Мануэля Пеллегрини. Португальский специалист не видел Роналду на позиции центрфорварда и редко отводил ему эту позицию. 23 октября 2010 года Роналду забил четыре гола в ворота «Расинга». Несмотря на высокие голевые показатели, Криштиану в борьбе за «Золотой мяч» 2010 года не вошёл в тройку призёров, которую составили исключительно игроки «Барселоны». 6 февраля, забив два мяча в ворота клуба «Реал Сосьедад», Роналду установил рекорд «Реала» — ему понадобился 51 матч, чтобы забить 50 мячей в чемпионате. Предыдущий рекорд принадлежал Ференцу Пушкашу — 54 матча. 21 мая Роналду установил новый рекорд результативности в одном сезоне чемпионата Испании, полузащитник мадридского клуба отличился 40 раз, превзойдя предыдущий рекорд Уго Санчеса и Тельмо Сарры на два мяча, это достижение позволило ему получить «Золотую бутсу». Единственным командным трофеем для Роналду в этом сезоне стал Кубок Испании, в финале которого Криштиану в дополнительное время забил головой единственный мяч в ворота «Барселоны».

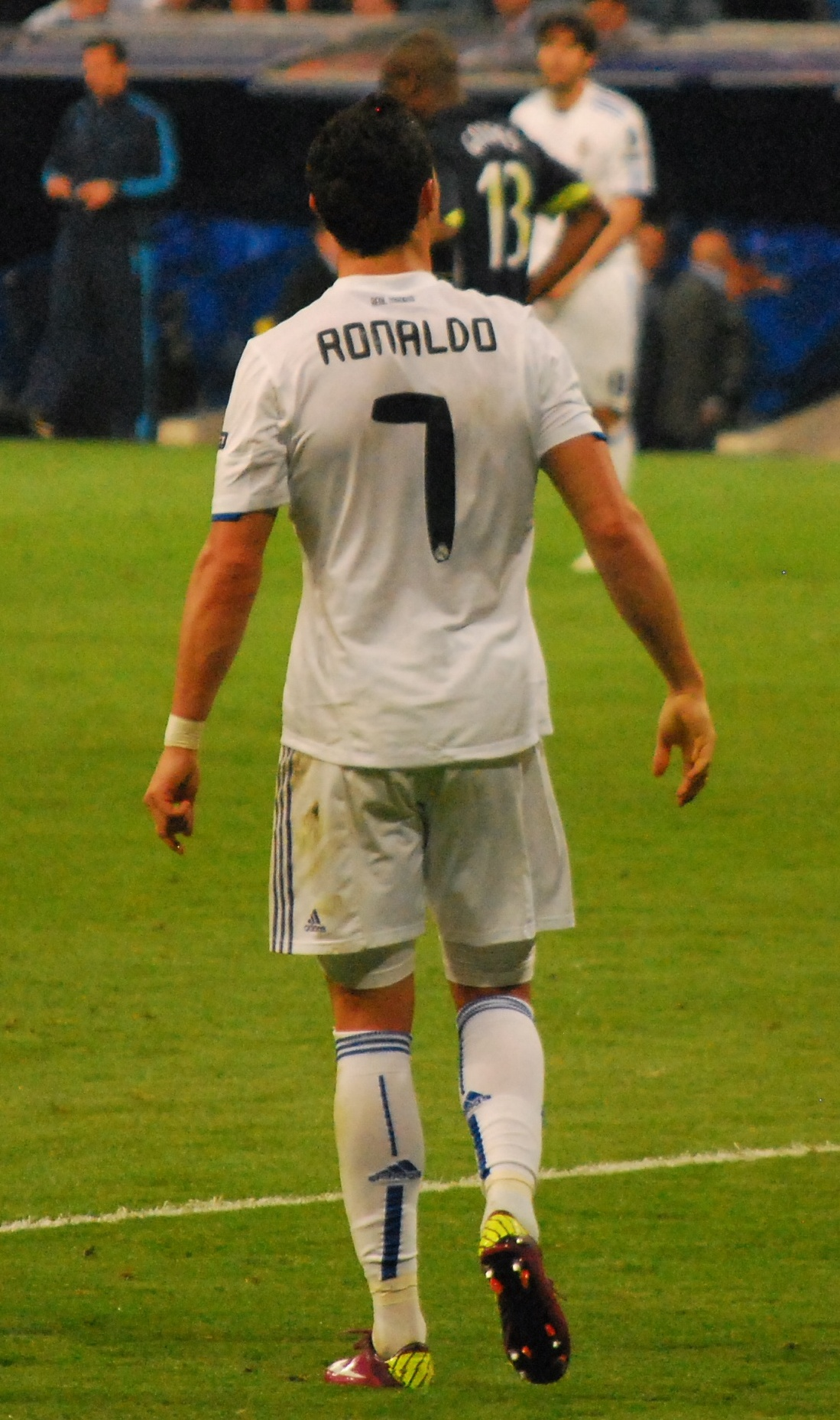
Роналду после смены игрового номера, 2011 год

Сезон 2011/12 стал для Роналду самым результативным с начала карьеры: он забил 60 голов во всех соревнованиях. 100-й гол за «Реал Мадрид» был забит на «Камп Ноу» в матче Суперкубка Испании. В Лиге чемпионов «Реал» дошёл до полуфинала, где встретился с «Баварией». В ответном матче дубль Роналду перевёл игру в овертайм, но команда проиграла в серии пенальти, при этом португалец не реализовал свой удар. 5 мая Роналду сыграл матч с «Гранадой», ставший для Криштиану 100-м в чемпионате Испании; в этой встрече он забил 300-й гол в своей профессиональной карьере. По итогам сезона «Реалу» удалось выиграть свой первый титул чемпионата Испании за последние четыре года, набрав рекордные для Испании 100 очков. Сам Роналду занял второе место в голосовании и на «Золотой мяч», и в рейтинге «Золотой бутсы», в обоих случаях его опередил Лионель Месси.

#### Два «Золотых мяча» и новая победа в Лиге чемпионов (2012—2014)
В матчах за Суперкубок Испании 2012 против «Барселоны» Роналду забил по голу в обоих матчах, что помогло «Реалу» стать обладателем трофея. 4 октября 2012 года в матче против нидерландского «Аякса» Роналду удалось отличиться своим первым хет-триком в Лиге чемпионов. 7 октября Роналду забил два гола в матче против «Барселоны» и вошёл в историю как первый футболист, забивший в ворота «сине-гранатовых» в шести матчах подряд. Благодаря своим выступлениям в 2012 году Роналду вновь удалось занять второе место в голосовании на «Золотой мяч». После зимнего перерыва сезона 2012/13 Роналду впервые был удостоен звания капитана «Реала» в официальном матче. 27 января 2013 года португалец забил свой 300-й гол в клубной карьере, сделав хет-трик в матче против «Хетафе». В 1/8 финала Лиги чемпионов Роналду впервые сыграл против «Манчестер Юнайтед» — своего бывшего клуба. В первом матче на «Сантьяго Бернабеу» португалец сравнял счёт, исход поединка решался во втором матче на «Олд Траффорд». Роналду, как и в первом матче, отличился забитым мячом, но на этот раз он стал победным — дальше прошёл «Реал». В знак уважения Криштиану не стал праздновать забитый мяч в ворота бывшего клуба. 8 мая Роналду достиг отметки в 200 голов в составе «Реала», которые ему удалось забить в 197 играх за клуб. Забив 12 мячей на протяжении Лиги чемпионов, Роналду стал лучшим бомбардиром турнира во второй раз на протяжении карьеры. Во всех соревнованиях португалец отличился 55 раз.

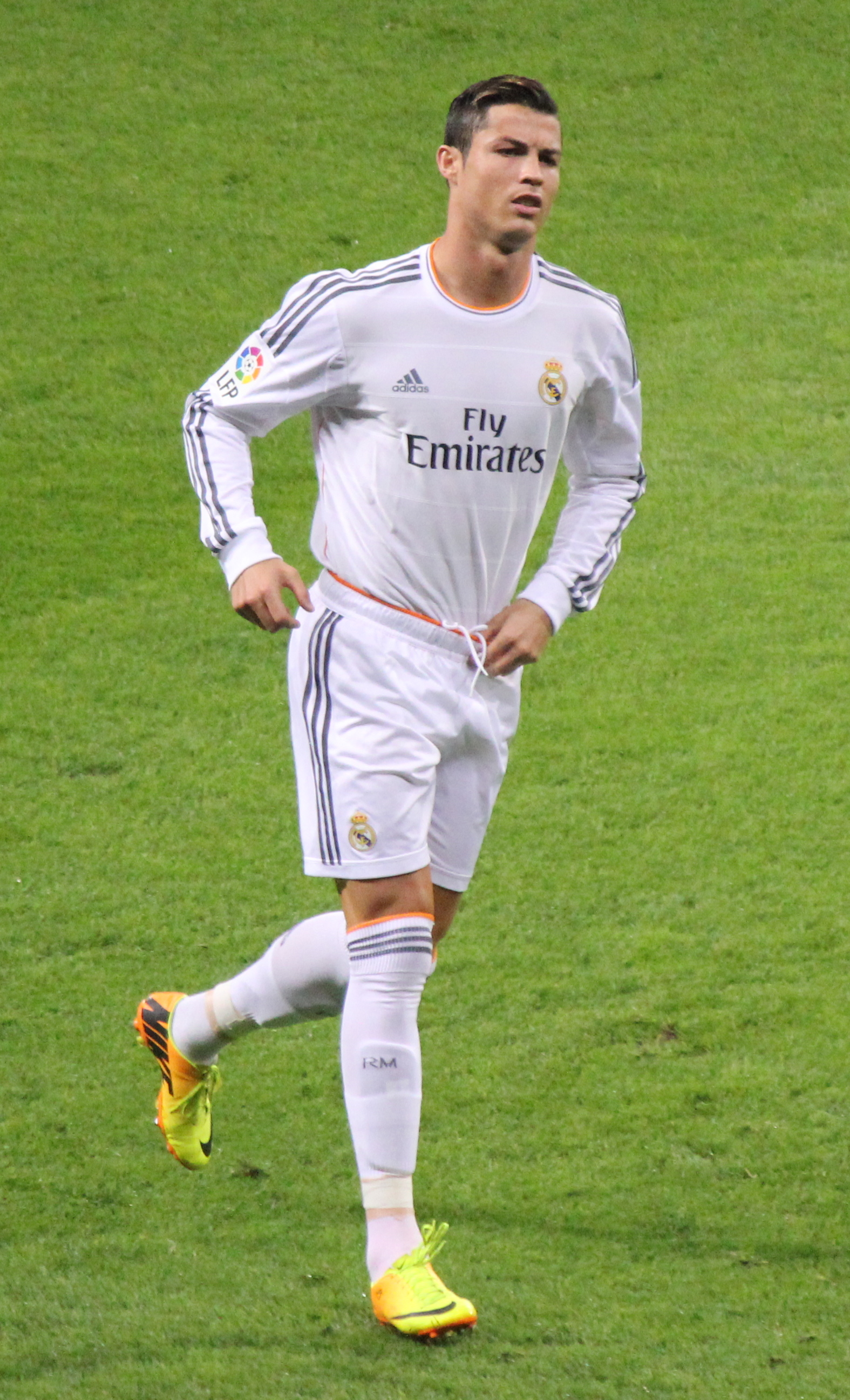
В сезоне 2013/14 Криштиану Роналду забил 17 мячей в Лиге чемпионов, установив рекорд турнира

В начале сезона 2013/14 Роналду подписал новый пятилетний контракт с «Реалом». Вместе с нападающими Каримом Бензема и Гаретом Бейлом он сформировал атакующее трио, получившее популярное среди болельщиков и журналистов название «BBC», что являлось акронимом от «Бейл, Бензема, Криштиану», а также некой отсылкой на название британской вещательной корпорации. К концу ноября Роналду забил 32 мяча в 22 матчах в сумме за клуб и сборную, в том числе пять хет-триков. 2013 год Роналду закончил, имея в активе 69 голов, что стало его самым высоким результатом в календарном году. Благодаря своим усилиям Роналду во второй раз в карьере стал обладателем «Золотого мяча». 6 января 2014 года в матче против «Сельты» Роналду забил 400-й гол в карьере и посвятил забитый мяч своему соотечественнику Эйсебио, умершему за два дня до этого. Параллельно с индивидуальными достижениями Роналду успеха достигал и «Реал», который смог выиграть свой десятый трофей Лиги чемпионов. В четвертьфинале против дортмундской «Боруссии» футболист провёл свой 100-й матч в Лиге чемпионов. Гол, забитый Роналду в этой игре, стал его 14-м в данном розыгрыше, что позволило португальцу повторить установленный за два года до того рекорд Месси. Уже во втором матче следующей стадии турнира Роналду побил этот рекорд, забив два мяча в ворота мюнхенской «Баварии» (4:0). Несмотря на проблемы с коленом и советы медицинского штаба воздержаться от участия в финале Лиги чемпионов, Роналду принял решение сыграть в матче. В финале против «Атлетико Мадрид» Роналду стал первым игроком, который забивал в двух финалах Лиги чемпионов в составах разных команд-победителей. Роналду завершил сезон как лучший бомбардир Лиги чемпионов в третий раз в своей карьере, имея на счету 17 голов, установив тем самым новый рекорд турнира. Португалец получил приз лучшему футболисту года в Европе. Несмотря на то, что «Реал Мадрид» занял лишь третье место в чемпионате Испании, Роналду стал лучшим бомбардиром первенства. Он забил 31 гол в 30 матчах лиги, что принесло ему трофей Пичичи и «Золотую бутсу», последнюю награду Криштиану разделил с нападающим «Ливерпуля» Луисом Суаресом. По окончании сезона 2013/14 Роналду был признан лучшим игроком чемпионата Испании, а также автором лучшего гола в лиге.

#### Звание лучшего бомбардира в истории «Реала» (2014—2016)
В течение сезона 2014/15 Роналду установил новый личный рекорд, забив 61 гол в сезоне во всех соревнованиях. 6 декабря в поединке с «Сельтой» Криштиану быстрее всех достиг отметки в 200 голов в чемпионате — за 178 игр. Зимой Роналду получил второй подряд «Золотой мяч». 5 апреля 2015 года Криштиану Роналду впервые в своей карьере забил пять мячей в одной игре (три из них были забиты за 8 минут), по итогу чего «Гранада» потерпела поражение со счётом 9:1. Три дня спустя, в матче против «Райо Вальекано», Роналду забил свой 300-й мяч за «Реал». Хет-трик против «Эспаньола» в мае того года позволил Роналду превзойти Альфредо Ди Стефано в списке бомбардиров «Реала». По итогам сезона 2014/15 мадридский «Реал» занял второе место в испанском чемпионате, а также достиг полуфинальной стадии Лиги чемпионов. Криштиану забил в обоих матчах против «Ювентуса», но мадридская команда всё равно не смогла выйти в финал. По итогу, забив десять голов, Роналду стал лучшим бомбардиром в третьем розыгрыше Лиги чемпионов подряд, в этот раз разделив титул с Месси и Неймаром. В чемпионате Испании Криштиану забил 48 голов, благодаря чему во второй раз подряд выиграл трофей Пичичи, а также свою четвёртую «Золотую бутсу» (рекорд на тот момент).

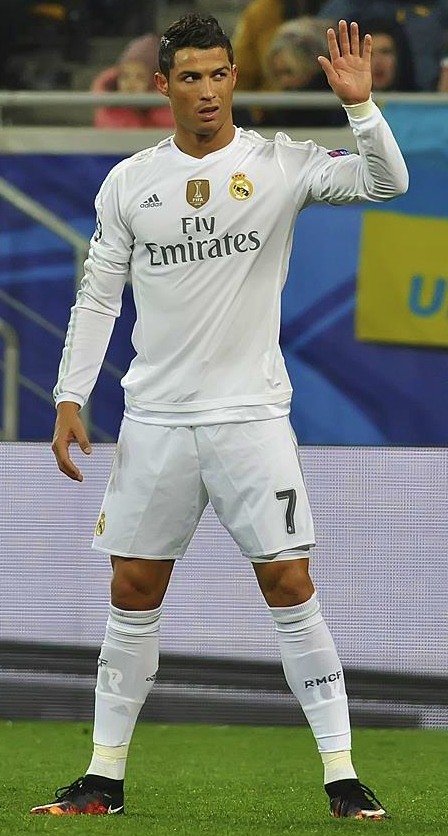
Криштиану Роналду в 2015 году

В начале своего седьмого сезона в мадридском «Реале» Роналду стал лучшим бомбардиром в истории своего клуба. Пента-трик в матче против «Эспаньола» 12 сентября позволил Роналду достигнуть результата в 230 голов за «Реал Мадрид» в чемпионате Испании и обойти по этому показателю предыдущего рекордсмена клуба — Рауля. Дубль в матче против «Мальмё», сделанный 30 сентября, позволил Роналду перейти рубеж в 500 забитых мячей в карьере, как за клуб, так и за национальную сборную. 17 октября Роналду официально превзошёл Рауля: результативный матч против «Леванте» (3:0) увеличил количество забитых мячей португальца в составе «сливочных» до 324. Во втором матче против «Мальмё» Роналду принял участие в шести голах своей команды, забив четыре мяча и отдав две голевые передачи.
Один из четырёх голов в матче против «Сельты» 5 марта 2016 года стал 252-м мячом Роналду в рамках чемпионата Испании, в результате чего португалец стал вторым бомбардиром в его истории. На первом месте был Лионель Месси. Хет-трик в матче против «Вольфсбурга» позволил «Реалу» отыграться после поражения со счётом 2:0 и пройти в полуфинал Лиги чемпионов. Высокая результативность позволила Роналду достигнуть отметки в 16 голов за турнир, что сделало его лучшим бомбардиром Лиги чемпионов в четвёртый раз подряд и пятый раз в целом. Из-за проблем со здоровьем в финале турнира против «Атлетико Мадрид» Роналду провёл невыразительный матч, но тем не менее португальцу удалось реализовать свой удар в серии послематчевых пенальти, благодаря чему «Реал Мадрид» смог выиграть свой 11-й кубок Лиги чемпионов. Роналду в шестой раз подряд заканчивал сезон, забив более 50 голов во всех соревнованиях. За свою игру в течение сезона Криштиану Роналду во второй раз получил приз лучшему футболисту года в Европе.

#### Пятый кубок Лиги чемпионов и пятый «Золотой мяч» (2016—2018)
Первые три матча «Реала» в сезоне 2016/17, включая Суперкубок УЕФА 2016, Роналду был вынужден пропустить, продолжая восстанавливаться после травмы колена, полученной в матче против сборной Франции в финале Евро-2016. 19 ноября сделал хет-трик в матче против «Атлетико Мадрид», став лучшим бомбардиром в истории мадридского дерби. 15 декабря в полуфинале Клубного чемпионата мира 2016 года против мексиканской «Америки» Роналду забил свой 500-й гол в карьере. «Реал Мадрид» выиграл данный турнир, а Криштиану, имея на своём счету четыре гола, завершил его со званием лучшего бомбардира. По итогам сезона Роналду в четвёртый раз выиграл «Золотой мяч», а также награду The Best FIFA Men’s Player. В первом матче четвертьфинала Лиги чемпионов 2016/17 против «Баварии» (2:1) Роналду забил оба гола своей команды, что позволило ему стать первым игроком, который забил 100 голов в еврокубках. Во втором матче четвертьфинальной стадии турнира Роналду сделал хет-трик и достиг отметки в 100 забитых мячей уже в самой Лиге чемпионов, аналогично сделав это первым. Мадридскому «Реалу» же удалось обыграть немецкую команду и пройти дальше. 2 мая, в полуфинале данного розыгрыша Лиги чемпионов, Роналду забил ещё один хет-трик, что позволило «сливочным» победить мадридский «Атлетико» со счётом 3:0. По итогам сезона на счету Роналду было 42 гола во всех соревнованиях, а мадридский «Реал» смог выиграть свой первый чемпионский титул Ла Лиги с 2012 года. В финале Лиги чемпионов против «Ювентуса» Роналду забил два гола и стал первым игроком, который забивал в трёх финалах этого турнира, также он забил свой 600-й мяч в карьере. «Реал Мадрид» стал победителем Лиги чемпионов второй раз подряд.

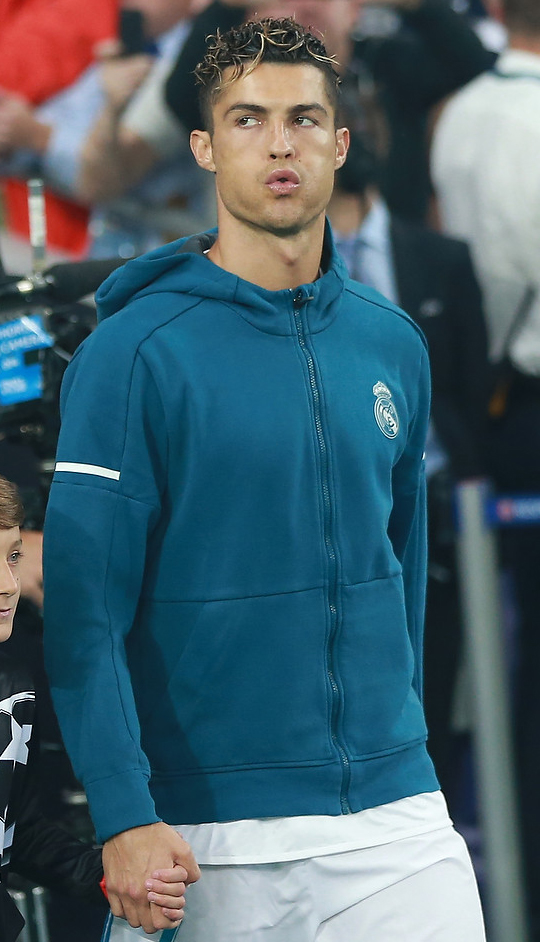
Роналду в преддверии финала Лиги чемпионов 2018 года. Тот матч стал его последним выступлением за «Реал»

23 октября 2017 года португалец во второй раз подряд получил награду The Best FIFA Men’s Player. 6 декабря в матче против дортмундской «Боруссии» Роналду забил мяч и стал первым игроком, который отметился как минимум одним голом во всех шести матчах группового этапа Лиги чемпионов. Днём позже Роналду выиграл «Золотой мяч» в пятый раз. 3 марта 2018 года португалец сделал дубль в домашнем матче против «Хетафе»; первый из его мячей стал 300-м по счёту голом в чемпионате Испании, забитым за 286 матчей, что закрепило за Роналду звание самого быстрого игрока, достигшего данного результата. 3 апреля в четвертьфинале Лиги чемпионов 2017/18 Роналду сделал дубль в выездной игре с «Ювентусом», свой второй мяч португалец забил ударом через себя. Во втором матче Роналду забил мяч, продвинувший «сливочных» в полуфинал: португалец реализовал пенальти в добавленное время. «Реал» проиграл этот матч со счётом 3:1, однако всё равно прошёл дальше по сумме двух матчей (4:3). В финале турнира «Реал Мадрид» победил английский «Ливерпуль», благодаря чему Роналду завоевал свой пятый титул Лиги чемпионов, а также стал первым пятикратным победителем турнира (без учёта Кубка европейских чемпионов). С 15 мячами Криштиану Роналду стал лучшим бомбардиром турнира в шестом сезоне подряд.

### «Ювентус»
10 июля 2018 года Криштиану Роналду подписал четырёхлетний контракт с «Ювентусом». Как отмечала пресс-служба «Реал Мадрид», решение о трансфере было принято по просьбе самого футболиста. Заплаченная сумма в размере 112 миллионов евро стала самой большой тратой в истории на игрока, которому больше 30 лет, а также самой большой трансферной суммой в истории итальянского футбола. После перехода Роналду заявил, что решился на него из-за необходимости нового вызова, однако впоследствии рассказал о недостаточной поддержке, которую, по его мнению, показывал президент клуба Флорентино Перес.

#### Дебютный сезон и первые трофеи (2018—2019)
18 августа португалец дебютировал за «Ювентус», сыграв против «Кьево» в первом туре Серии А. 16 сентября Роналду впервые отличился за новую команду: он сделал дубль и принёс победу над «Сассуоло» (2:1). 19 сентября получил прямую красную карточку в матче Лиги чемпионов, которая стала первой для него за всю карьеру в этом соревновании. Роналду стал первым игроком в истории, который выиграл 100 матчей в рамках Лиги чемпионов. В 2018 году португалец впервые за два года занял второе место в голосовании на награды лучшему футболисту года в Европе, The Best FIFA Men’s Player и «Золотой мяч», уступив первое место во всех трёх случаях своему бывшему партнёру по команде Луке Модричу.

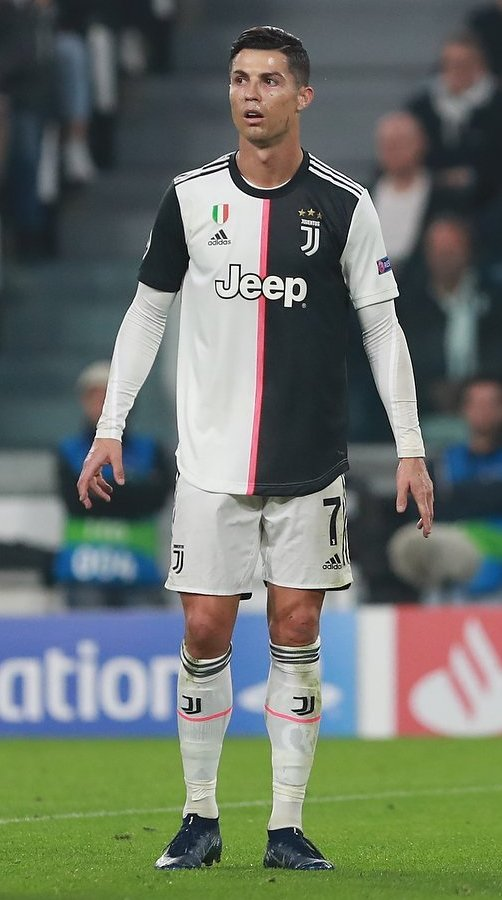
Криштиану Роналду в составе «Ювентуса», 2019 год

В январе 2019 года Роналду завоевал свой первый трофей в составе «Ювентуса» — его гол принёс победу над «Миланом» в матче за Суперкубок Италии. 12 марта Роналду сделал хет-трик в матче против «Атлетико Мадрид» в Лиге чемпионов, что позволило «Ювентусу» выйти в четвертьфинал турнира. 10 апреля португалец открыл счёт в матче четвертьфинала против «Аякса» (1:1). В ответном матче Роналду вновь забил, но «Ювентус» в итоге проиграл со счётом 2:1 и покинул соревнование. 20 апреля Роналду стал чемпионом Италии, когда «Ювентус» победил «Фиорентину». Португалец стал первым игроком, который становился чемпионом в Англии, Испании и Италии. 27 апреля ему удалось забить свой 600-й мяч в клубной карьере, сравняв счёт в матче дерби Италии против «Интернационале» (1:1). В своём первом сезоне в стане «бьянконери» Роналду получил награду «Футболист года в Италии».

#### Вторая подряд победа в Серии А и новые рекорды (2019—2021)
23 сентября 2019 года Криштиану Роналду занял третье место в номинации на награду The Best FIFA Men’s Player. 18 декабря португалец в борьбе за верховой мяч прыгнул на 256 см (выше перекладины футбольных ворот), в этом эпизоде он забил победный мяч в ворота «Сампдории». 6 января 2020 года Роналду сделал свой первый хет-трик в Серии А, благодаря чему «старая синьора» смогла одержать победу над «Кальяри» (4:0). 22 февраля в матче против СПАЛ Роналду забил гол в своей 11-й игре подряд в Серии А, повторив рекорд лиги, установленный Габриэлем Батистутой и Фабио Квальяреллой. Также этот матч стал 1000-м для португальца в профессиональном футболе. 17 июня 2020 года Криштиану Роналду сыграл в финале Кубка Италии против «Наполи», в котором «Ювентус» потерпел поражение по итогу серии пенальти. 22 июня Роналду реализовал пенальти в матче против «Болоньи» и обогнал Руя Кошту, став самым результативным португальским игроком в истории чемпионата Италии. 4 июля он забил свой 25-й гол в сезоне, реализовав штрафной удар в матче против «Торино». Роналду стал первым игроком «Ювентуса», достигшим данного результата после Омара Сивори, данный гол также стал первым для Криштиану со штрафного удара за 43 попытки в составе «бьянконери». 20 июля Роналду забил два гола в матче против «Лацио»; один из его мячей стал 50-м в Серии А. Криштиану Роналду забил 50 голов за 61 матч чемпионата Италии, из-за чего стал самым быстрым игроком, который достиг данного результата, а также первым игроком в истории, забившим 50 голов в чемпионатах Англии, Испании и Италии. По итогам сезона Роналду вновь стал чемпионом Италии. Лигу чемпионов «Ювентус» покинул на стадии 1/4 финала, проиграв «Лиону» по правилу выездного гола. Роналду сделал дубль в ответном матче, но по сумме двух игр счёт был 2:2, что давало право пройти дальше французам.
20 сентября 2020 года Роналду отличился забитым мячом уже в первом матче чемпионата против «Сампдории», чем помог своей команде победить со счётом 3:0. В октябре португалец заразился инфекцией COVID-19, в связи с чем ему пришлось провести три недели в самоизоляции. 1 ноября Роналду вновь появился на поле в матче против «Специи», он вышел со скамейки запасных во втором тайме и забил гол в течение первых трёх минут. Спустя некоторое время Роналду забил свой второй мяч с пенальти, чем помог своей команде одержать победу (4:1). 2 декабря Криштиану забил гол в ворота киевского «Динамо» в матче группового этапа Лиги чемпионов, который стал 750-м голом португальца в профессиональной карьере. 13 декабря португалец сыграл свой 100-й матч в составе «Ювентуса» во всех соревнованиях, в этом матче он забил два гола, причём оба — с пенальти, чем помог своему клубу обыграть «Дженоа». Впоследствии Роналду занял второе место в номинации на награду The Best FIFA Men’s Player, уступив Роберту Левандовскому.
22 августа 2021 года Роналду начал первую игру нового сезона на скамейке запасных, заменив испанца Альваро Морату в матче против «Удинезе» (2:2). Хотя тренер Массимилиано Аллегри подтвердил, что это было его решение из-за физической формы португальца, это произошло на фоне сообщений о том, что Роналду покинет клуб до закрытия трансферного окна, и игрок сказал Аллегри, что у него «нет намерения» оставаться игроком «Ювентуса». 26 августа в СМИ появилась информация, что агент Роналду Жорже Мендеш достиг устного соглашения с «Манчестер Сити» о личных условиях контракта, но на следующий день клуб отказался от сделки из-за общей стоимости трансфера. В тот же день стало известно, что «Манчестер Юнайтед» вступил в переговоры о трансфере португальца, а бывший тренер Алекс Фергюсон и несколько бывших товарищей по команде поддерживали контакт, чтобы убедить его вернуться в «Юнайтед».

### Возвращение в «Манчестер Юнайтед»
27 августа 2021 года «Манчестер Юнайтед» объявил о соглашении с «Ювентусом». 31 августа трансфер был завершён: Криштиану Роналду перешёл в «Юнайтед» за 12,8 млн фунтов, подписав с клубом двухлетний контракт с опцией продления ещё на год. Роналду получил футболку с номером 7 после того, как Эдинсон Кавани согласился перейти на 21-й. Сообщалось, что за первые 24 часа после трансфера продажи футболок португальца побили рекорд всех времён, обогнав Лионеля Месси после его перехода в «Пари Сен-Жермен».

#### 100 голов в Премьер-лиге и трофейная «засуха» (2021—2022)

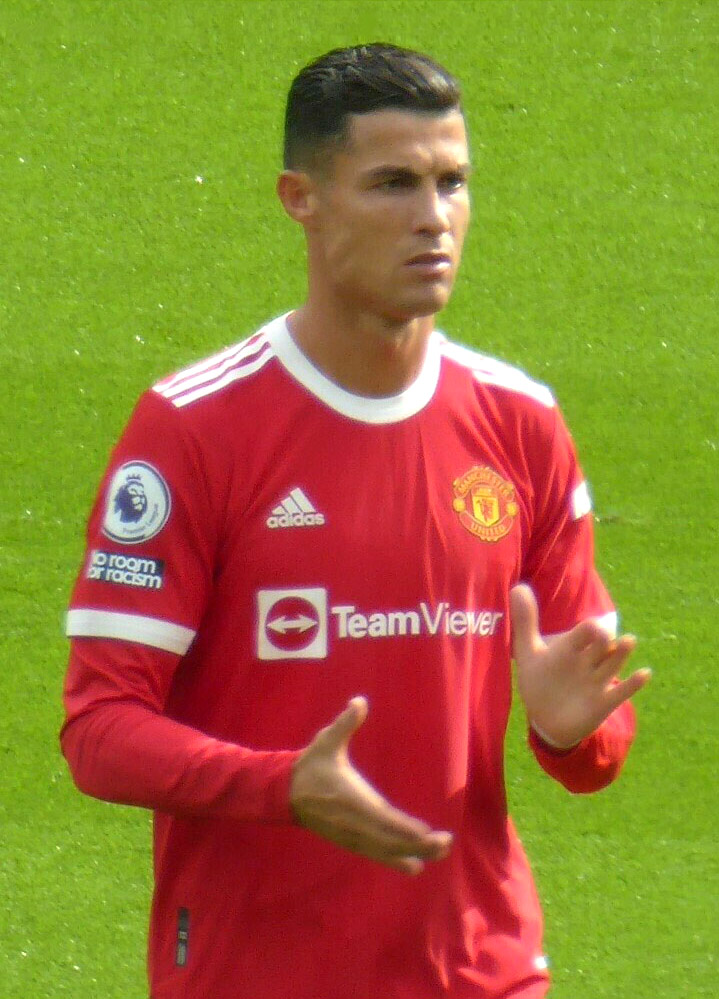
Роналду во время своего второго дебюта за «Манчестер Юнайтед», сентябрь 2021 года

11 сентября 2021 года Роналду вышел в стартовом составе в своём первом после возвращения на «Олд Траффорд» матче против «Ньюкасл Юнайтед», сделав в нём дубль. 29 сентября забил гол на последней минуте в домашнем матче Лиги чемпионов с «Вильярреалом», принеся команде победу со счётом 2:1. Также Криштиану Роналду обогнал Икера Касильяса, став рекордсменом по количеству матчей в турнире. 20 октября в следующем матче Лиги чемпионов Роналду снова забил гол на последней минуте, помог «Юнайтед» отыграть отставание в два мяча в домашней победе над «Аталантой» (3:2), а 2 ноября в ответном матче с «Аталантой» (2:2) забил оба мяча, включая сравнявший счёт на последней минуте. 23 ноября стал первым игроком, забившим в пяти подряд матчах Лиги чемпионов за английский клуб, отличился голом в гостевом матче против «Вильярреала» (2:0). Его шесть голов сыграли решающую роль в выходе «Юнайтед» в 1/8 финала в качестве победителя группы. 2 декабря 2021 года сделал дубль в матче против «Арсенала», забив свои 800-й и 801-й голы в профессиональной карьере. СМИ сообщили, что он стал первым футболистом, официально забившим более 800 голов на профессиональном уровне.
В следующем месяце, после разрыва отношений с товарищами по команде и временным главным тренером Ральфом Рангником, его результативность и выступления его команды в течение сезона пошли на спад, и Роналду сравнялся с худшим показателем по забитым мячам с 2010 года, когда он пребывал в мадридском «Реале», два месяца не забивая голов. 15 февраля 2022 года забил свой первый гол в новом году, открыв счёт в домашнем матче против «Брайтон энд Хоув Альбион» (2:0). После травмы подколенного сухожилия, из-за которой он пропустил манчестерское дерби против «Манчестер Сити», Роналду вернулся после травмы 12 марта, забив хет-трик в победе над «Тоттенхэм Хотспур» (3:2), благодаря чему он обошёл рекорд Йозефа Бицана по количеству забитых голов в профессиональном футболе — 807 голов за карьеру, хотя Футбольная ассоциация Чехии утверждала, что Бицан забил 821 гол за карьеру. 16 апреля забил свой 50-й хет-трик на клубном уровне в победе над «Норвич Сити» со счётом 3:2. 23 апреля Криштиану Роналду забил свой 100-й гол в Премьер-лиге в ворота «Арсенала» (1:3). В апреле был признан игроком месяца Премьер-лиги.
Он закончил сезон с 24 голами во всех турнирах, 18 из которых пришлись на Премьер-лигу, став третьим по количеству голов в лиге после обладателей «Золотой бутсы» Мохаммеда Салаха и Сон Хын Мина, войдя в команду года Премьер-лиги и став обладателем награды «Игрок года сэра Мэтта Басби», которая вручается лучшему игроку клуба в предыдущем сезоне; однако, заняв неутешительное 6-е место и квалифицировавшись в Лигу Европы, Роналду впервые с 2010 года остался без трофея.

#### Последний сезон в «Юнайтед» и скандальный уход
После растущего недовольства руководством «Юнайтед» на поле и вне его, Роналду пропустил предсезонный тур клуба по Таиланду и Австралии по семейным обстоятельствам, на фоне сообщений о его желании уйти в клуб, участвующий в Лиге чемпионов, несмотря на то, что пришедший главный тренер Эрик тен Хаг настаивал на том, что он не продаётся и является частью планов клуба. Его агент Жорже Мендеш начал вести переговоры с различными клубами о переходе на правах аренды или свободного трансфера, включая «Баварию», «Пари Сен-Жермен» и «Челси», причём новый владелец последнего клуба Тодд Боули был заинтересован в возможном переходе. Однако из-за его возраста, общей стоимости трансфера и высоких требований по зарплате многие европейские клубы отказались от возможности подписать его, включая «Челси» после того, как их главный тренер Томас Тухель не одобрил его подписание.
Не сумев добиться трансфера, португалец уступил своё место в стартовом составе Маркусу Рашфорду и Антони Марсьялю, участвуя только в матчах Лиги Европы. 15 сентября забил свой первый гол в турнирах в возрасте 37 лет, реализовав пенальти в матче с тираспольским «Шерифом» (2:0). 2 октября Роналду остался на скамейке запасных в матче «Юнайтед» против «Манчестер Сити» (6:3), при этом тен Хаг сказал, что отказался выпустить его на поле из «уважения к его большой карьере». 9 октября вышел на замену и забил свой 700-й гол в карьере в матче с «Эвертоном» (2:1). Десять дней спустя нападающий отказался выйти на замену в домашнем матче с «Тоттенхэмом» (2:0) и покинул стадион до финального свистка; тен Хаг наказал его, исключив из состава на предстоящий матч с «Челси» и заставив тренироваться отдельно от главной команды. 27 октября после обсуждения с тренером Роналду вернулся к тренировкам и вышел на поле в домашней победе «Юнайтед» над «Шерифом» (3:0), забив третий гол и обеспечив английскому клубу выход в плей-офф Лиги Европы. 6 ноября тен Хаг назначил португальца капитаном на матч с «Астон Виллой» (3:1), сказав, что Роналду был «важной частью команды, мы довольны им, и теперь он должен взять на себя ещё большую роль лидера». Затем игрок пропустил следующие матчи «Юнайтед» до перерыва на чемпионат мира, а тен Хаг сказал, что Роналду заболел.
14 ноября 2022 года были опубликованы отрывки из интервью, которое Криштиану Роналду дал Пирсу Моргану. В интервью португалец заявил, что чувствует себя «преданным» новым главным тренером «Юнайтед» Эриком тен Хагом и ещё «двумя или тремя людьми» в руководстве, которые якобы хотели, чтобы Криштиану Роналду покинул клуб, а также добавил, что не уважает тен Хага, так как последний «не проявляет уважения» к нему. Он также поставил под сомнение назначение Рангника в предыдущем сезоне, поскольку тот был «спортивным директором, а не тренером». Что касается самого клуба, то Роналду заявил, что после ухода бывшего тренера Алекса Фергюсона в 2013 году «не было никакой эволюции», несмотря на ожидаемые изменения в «технологиях, инфраструктуре». Игрок заявил, что семья Глейзеров «не заботится о клубе», так как он никогда не общался с ними, и описал «Юнайтед» как «маркетинговый клуб». После выхода интервью «Манчестер Юнайтед» обратился к юристам для подачи судебного иска против Криштиану Роналду в связи с возможным нарушением условий контракта со стороны португальца. 22 ноября 2022 года клуб расторг контракт с игроком по взаимному согласию.

### «Ан-Наср»
Мой переход уникален? Да, потому что я уникальный игрок... Я побил все рекорды в Европе и хочу побить некоторые рекорды и здесь.
30 декабря 2022 года было объявлено о подписании 2,5-летнего контракта Криштиану Роналду с клубом из Саудовской Аравии «Ан-Наср». Как сообщал Фабрицио Романо из The Guardian, португалец получил самую высокую футбольную зарплату в истории — 200 миллионов евро в год; она включала гарантированную футбольную зарплату в размере 90 миллионов евро в год, а также коммерческие и спонсорские сделки, которые довели его общую годовую зарплату до 200 миллионов евро. По сообщениям, ему также был выплачен бонус за подписание контракта в размере 100 миллионов евро. По словам Романо, Роналду отклонил предложение перейти в клуб MLS «Спортинг Канзас-Сити», чтобы присоединиться к «Ан-Насру».

#### Дебютный сезон и второе место в чемпионате (2022—2023)
Новичок должен был выйти на поле в матче против «Аль-Таи» 5 января 2023 года, но ему пришлось отбыть двухматчевый запрет, полученный ещё в «Манчестер Юнайтед» за то, что он выбил телефон из рук 14-летнего болельщика «Эвертона» после поражения на «Гудисон Парк» (0:1) в апреле 2022 года. 19 января 2023 года Роналду сыграл в товарищеском матче в составе сборной игроков «Аль-Хиляль» и «Ан-Наср» против «Пари Сен-Жермен» (4:5), забив два гола. Дебютировал за «Ан-Наср» 22 января 2023 года в матче чемпионата страны против «Аль-Иттифака». Первый гол за клуб забил 3 февраля в матче лиги против «Аль-Фатеха». 9 февраля 2023 года в матче с клубом «Аль-Вахда» забил четыре мяча, преодолев отметку в 500 голов в национальных лигах. 25 февраля в матче чемпионата против «Дамака» сделал хет-трик, который принёс команде победу. Был удостоен награды «Игрок месяца» за февраль, забив восемь голов и дважды ассистировав. Португалец провёл ещё один сезон, не выиграв титул чемпиона, поскольку его «Ан-Наср» занял второе место в чемпионате в сезоне 2022/23.

#### Обладатель Кубка арабских чемпионов и лучший бомбардир сезона (2023—2024)
Подписание звёздного португальца в «Ан-Наср» привело к росту его популярности как на внутреннем, так и на внешнем рынке: в летнее трансферное окно в саудовскую лигу из европейских клубов перешли такие игроки, как Карим Бензема, Садио Мане, Н’Голо Канте, Рубен Невиш, Рияд Махрез, Роберто Фирмино, Марцело Брозович и Неймар, причём Роналду назвал это одним из главных факторов перехода в лигу.

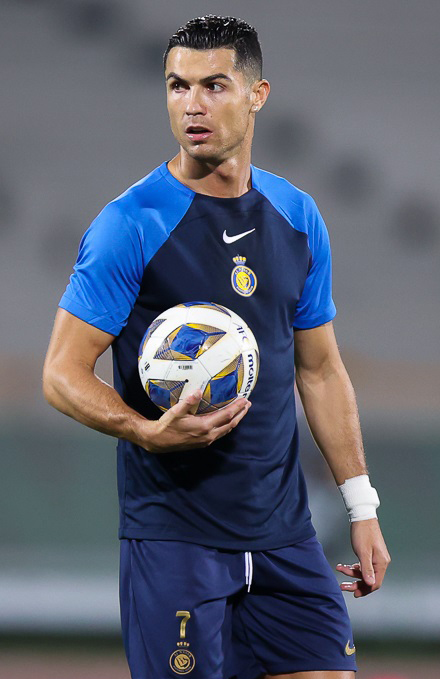
Криштиану Роналду на разминке в составе «Ан-Наср», сентябрь 2023 года

Свой первый гол в сезоне 2023/24 забил 31 июля в матче Кубка арабских чемпионов, выиграв со счётом 4:1 у туниского «Монастира». В следующем матче Кубка чемпионов, состоявшемся 3 августа, португалец забил гол в ворота «Замалека» (1:1), благодаря чему команда добилась ничьей и вышла в четвертьфинал, заняв второе место в своей группе. В полуфинале 9 августа Роналду забил единственный гол в победе над «Аль-Шортой», реализовав пенальти, и помог «Ан-Насру» выйти в финал первого в своей истории Кубка арабских чемпионов. В финале 12 августа забил оба гола «Ан-Насра», который вдесятером победил «Аль-Хиляль» со счётом 2:1 после дополнительного времени и впервые в своей истории стал победителем турнира. Роналду стал лучшим бомбардиром турнира, забив шесть мячей. 18 августа впервые в сезоне вышел на поле в матче с «Аль-Таавуном» (2:0). 25 августа сделал свой первый хет-трик в чемпионате Саудовской Аравии в гостевом матче с «Аль-Фатехом» (5:0). 29 августа дважды забил и один раз ассистировал в победе над соперниками из «Аш-Шабаба» (4:0). Забив пять голов и дважды ассистировав, Роналду был признан игроком месяца за август. 2 сентября забил гол в гостевом матче «Ан-Наср» против «Аль-Хазема» (5:1), что стало его 850-м голом в карьере. 19 сентября Криштиану Роналду дебютировал в азиатской Лиге чемпионов, выйдя на замену в матче с «Персеполисом» (2:0), и стал первым игроком в истории футбола, которому удалось провести 1000 матчей без поражений. 2 октября забил свой первый гол в Лиге чемпионов АФК в домашнем матче с «Истиклолом» (3:1), сравняв счёт на 66 минуте. 3 октября Роналду второй месяц подряд завоевал награду «Игрок месяца», забив пять голов и отдав три передачи в четырёх матчах. 8 декабря провёл свой 1200-й матч за клуб и сборную, забив первый гол в победе над «Эр-Риядом» со счётом 4:1. 30 декабря Роналду забил гол в победе над «Аль-Таавоном» со счётом 4:1. В конце года Роналду забил 54 гола во всех турнирах за «Ан-Наср» и сборную Португалии, став абсолютным лучшим бомбардиром 2023 года. 54 гола стали самым большим количеством голов, забитых им за календарный год с 2016 года, и шестым достижением в его карьере (2011, 2013, 2014, 2015, 2016 и 2023).
В первом раунде плей-офф азиатской Лиги чемпионов Роналду встретился с клубом из Саудовской Аравии «Аль-Фейха». После того как португалец забил победный гол в матче с «Аль-Фейхой» (1:0) на выезде в свой 1000-й матч за клуб, он забил победный гол в домашнем матче (2:0), что помогло «Ан-Насру» выйти в четвертьфинал турнира. 25 февраля 2024 года Роналду был заснят на видео, где он якобы сделал неприличный жест в сторону болельщиков соперника, которые насмехались над ним после победы над «Аш-Шабаб» со счётом 3:2. За этот поступок Роналду был дисквалифицирован на один матч Комитетом по дисциплине и этике Федерации футбола Саудовской Аравии четыре дня спустя. 11 марта Роналду стал первым футболистом, одержавшим 800 побед в карьере, после матча с «Аль-Айном» в ответном матче четвертьфинала Лиги чемпионов АФК. Четыре дня спустя португалец забил свой 50-й гол за «Ан-Наср», реализовав пенальти в важной победе над «Аль-Ахли» со счётом 1:0. 1 апреля 2024 года был признан лучшим игроком саудовской Про-лиги в марте. 8 апреля в полуфинале Суперкубка Саудовской Аравии против «Аль-Хиляля» (1:2) он был удалён с поля на 86-й минуте, когда его команда проигрывала в два мяча, за «агрессивное поведение», после первого предупреждения за бурные протесты против судьи матча, что стало его первой красной карточкой за время выступления в Саудовской Аравии.
4 мая он оформил свой 66-й хет-трик в карьере в победе над «Аль-Вехдой» со счётом 6:0 и забил свой 890-й гол. 27 мая в домашнем матче «Ан-Наср» против «Аль-Иттихада» Роналду забил свой 34-й и 35-й голы в чемпионате, превзойдя рекорд Абдерразака Хамдаллы по количеству голов, забитых в одном сезоне Саудовской Про Лиги. Он также стал первым футболистом, которому удалось стать лучшим бомбардиром в четырёх разных лигах — английской, испанской, итальянской и саудовской. 31 мая победив в финале Кубка Короля 2024 года «Аль-Хиляль» со счётом 5:4 по пенальти после ничьей 1:1 в дополнительное время (в которой он забил второй точный удар своей команды), Роналду побил рекорд Рожерио Сени по количеству матчей на высшем уровне (1 225).

#### Путь к 1000 голов в карьере (2024—)
Роналду начал сезон 2024/25, забив победный мяч в полуфинале Суперкубка Саудовской Аравии 2024 года (2:0) над «Ат-Таавун» и первый гол в финале, проигранном «Аль-Хиляль» со счётом 1:4. После этого португалец уверенно начал новый сезон, забив девять голов в 10 матчах во всех турнирах, а 16 сентября пропустил из-за болезни матч «Ан-Наср» против «Аль-Шорты» в рамках открытия Элитной Лиги чемпионов АФК. Он вернулся через четыре дня, забив с пенальти в гостевой победе «Ан-Насра» над «Аль-Эттифаком» со счётом 3:0. 29 октября «Ан-Наср» выбыл в 1/8 финала, после того как Роналду промахнулся с пенальти на последних минутах матча против «Ат-Таавуна», проиграв со счётом 0:1. 25 ноября забил дубль в матче против «Аль-Гарафы», выиграв со счётом 1:3 в Лиги чемпионов, и стал первым игроком в истории, забившим более 40 голов в 13 разных лет, обогнав рекорд Месси, который забил 40 и более голов в календарном году в 12 лет. 30 января 2025 года он стал первым игроком, одержавшим 700 побед на клубном уровне, а также забил гол в гостевой победе над «Ар-Раидом» со счётом 2:1. 28 февраля провёл свой 100-й матч во всех турнирах за «Ан-Наср», проиграв «Аль-Орубе» со счётом 1:2.

## Карьера в сборной

### Молодёжные сборные
24 февраля 2001 года Криштиану Роналду дебютировал в сборной до 15 лет, сыграл против ЮАР и отметился голом. В дальнейшем он играл за сборные до 17 и до 20 лет. Криштиану Роналду выступил на Европейском юношеском Олимпийском фестивале 2001 года, где его команда проиграла сборной Финляндии. В следующем году он представлял свою страну на чемпионате Европы среди юношей до 17 лет, где Португалии не удалось пройти дальше группового этапа. В 2003 году Криштиану Роналду сыграл на турнире в Тулоне, приняв участие во всех пяти матчах и забив один гол. Португалия стала в итоге победителем турнира, обыграв в финале Италию. Криштиану Роналду был одним из претендентов на звание лучшего игрока турнира, однако оно досталось аргентинцу Хавьеру Маскерано.

### Основная сборная

#### Евро-2004, Олимпийские игры и ЧМ-2006
В национальной сборной Португалии Криштиану Роналду дебютировал в возрасте 18 лет 20 августа 2003 года в товарищеском матче против сборной Казахстана (1:0), выйдя на замену во втором тайме. Он был признан лучшим игроком матча. В возрасте 19 лет был включён в состав сборной на Евро-2004, проходивший в Португалии. В первом матче группового этапа хозяева встречались с греками. Криштиану Роналду вышел во втором тайме при счёте 0:2. В дополнительное время забил свой первый гол за сборную, установив счёт 1:2. Впоследствии Португалия обыграла Россию и Испанию 2:0 и 1:0 соответственно. В матче с Россией Криштиану Роналду вышел на замену во втором тайме и отдал голевую передачу. В матче 1/4 финала против сборной Англии победитель определился в серии послематчевых пенальти. Криштиану Роналду реализовал свой удар, Португалия выиграла 6:5. В полуфинальной игре против Нидерландов Криштиану Роналду забил свой второй мяч на турнире. Португалия выиграла 2:1 и вышла в финал. В финале Евро-2004 португальцы снова встретились с греками и потерпели поражение с минимальным счётом. После матча Криштиану Роналду не скрывал слёз. По итогам чемпионата он вошёл в символическую сборную из 23 лучших футболистов.

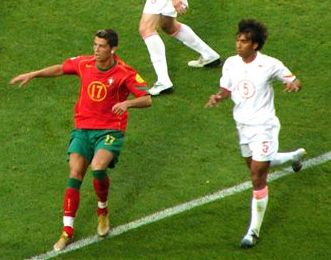
Криштиану Роналду (слева) на чемпионате Европы, 2004 год

В августе 2004 года Криштиану Роналду вошёл в состав олимпийской сборной Португалии на летних Олимпийских играх в Афинах. Соперниками португальцев по группе стали сборные Ирака, Марокко и Коста-Рики. В первом матче португальцы потерпели поражение от Ирака, Криштиану Роналду отыграл весь матч и получил жёлтую карточку. Во втором матче против Марокко Роналду открыл счёт в первом тайме, матч завершился победой португальцев со счётом 2:1. В конце второго тайма Криштиану получил жёлтую карточку, из-за которой был вынужден пропустить заключительный матч группового этапа против Коста-Рики. Португальцы проиграли этот матч и вылетели из турнира.
В домашнем матче со сборной России в рамках отборочного турнира к чемпионату мира 2006 года Криштиану Роналду сделал дубль, который для него стал первым в составе сборной. Накануне ответного матча в Москве, состоявшегося 7 сентября 2005 года, пришла весть о смерти отца футболиста. Главный тренер Луис Сколари предложил Криштиану Роналду покинуть расположение сборной, однако он отказался и отыграл весь матч. На чемпионате мира 2006 года Португалия в своей группе выиграла все матчи, Криштиану Роналду забил гол с пенальти в ворота сборной Ирана. В 1/8 финала Португалия встретилась с Нидерландами. В первом тайме Криштиану Роналду получил травму и был заменён. В 1/4 финала в матче с Англией он отметился спорным инцидентом. Уэйн Руни в противоборстве с Рикарду Карвалью повалил защитника и наступил ему на пах. Криштиану Роналду подбежал к рефери Орасио Элисондо и, якобы, начал требовать удаления товарища по клубу. В итоге Англия осталась в меньшинстве, а Криштиану Роналду подмигнул в сторону скамейки запасных своей сборной. После матча арбитр заявил, что Криштиану Роналду «никак не повлиял на ситуацию», несмотря на это СМИ и болельщики резко раскритиковали португальца. Ни в основное время, ни в дополнительное голов не было. В послематчевой серии пенальти Криштиану Роналду забил решающий гол. В полуфинале сборная Португалии встретилась со сборной Франции. После реализованного пенальти Зинедина Зидана на 33-й минуте португальцы безуспешно пытались сравнять счёт. В итоге в финал вышла Франция, Португалия же проиграла матч за третье место Германии. Криштиану Роналду уступил титул лучшего молодого игрока турнира немцу Лукасу Подольски, решающим фактором для комиссии стало поведение португальца.

#### Капитанская повязка и упущенный финал Евро-2012

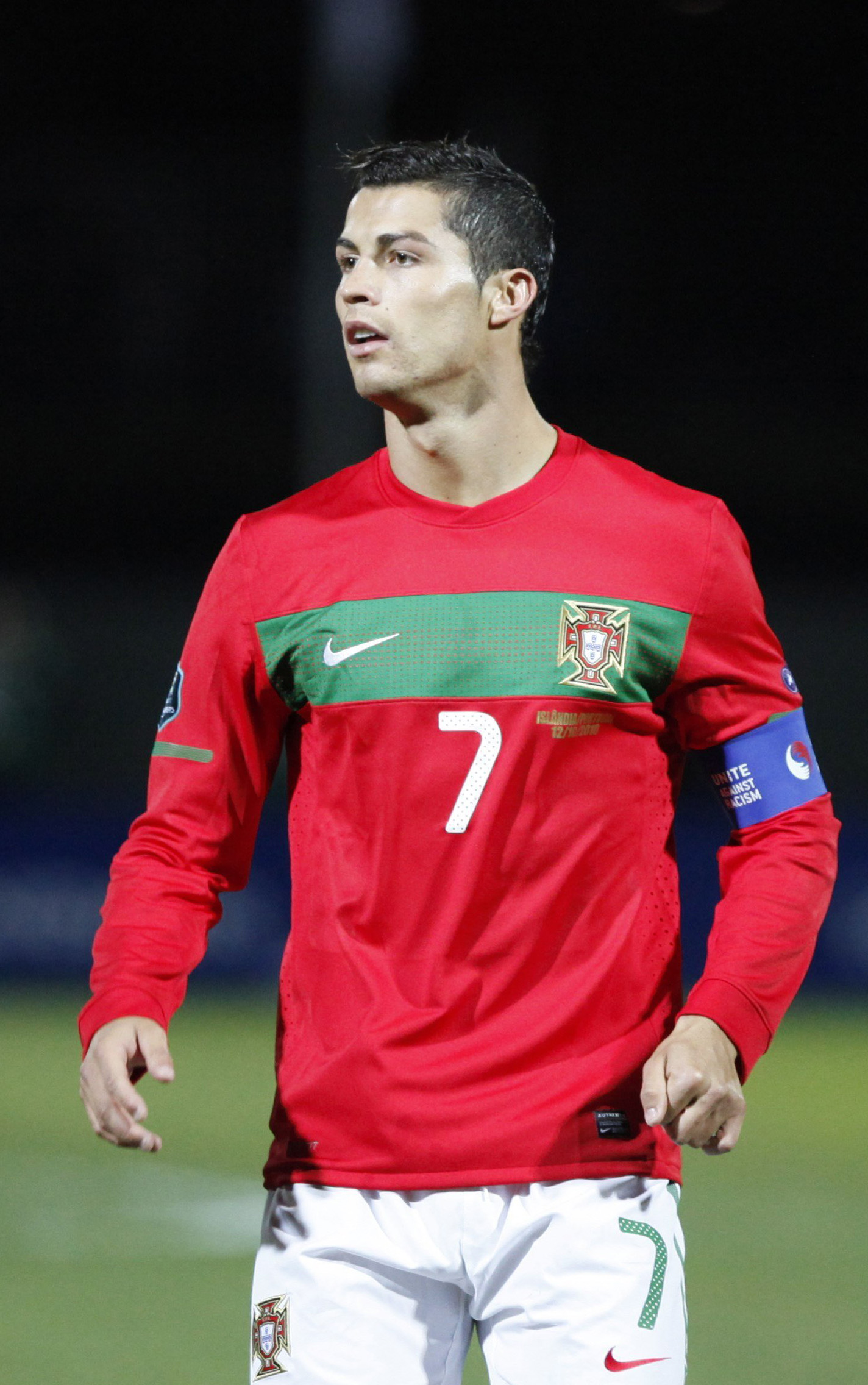
Роналду в составе сборной Португалии, 2010 год

6 февраля 2007 года Криштиану Роналду впервые сыграл в товарищеском матче против сборной Бразилии в качестве капитана команды. Он забил восемь голов в квалификации Евро-2008, вследствие чего стал вторым в списке лучших бомбардиров отбора, но отличился лишь одним забитым мячом на самом турнире. Свой единственный мяч португалец забил в игре с Чехией, в этой же игре он отличился голевой передачей на Рикарду Куарежму, а также стал «игроком матча». В четвертьфинале Португалия проиграла сборной Германии со счётом 2:3 и вылетела с турнира. В июле 2008 года главный тренер сборной Карлуш Кейрош сделал Криштиану Роналду капитаном команды на постоянной основе. В ходе квалификации к чемпионату мира 2010 года Криштиану Роналду не забил ни одного мяча, однако сборная Португалии смогла выйти на турнир после победы над сборной Боснии и Герцеговины в стыковых матчах. На групповом этапе чемпионата мира Криштиану Роналду стал «игроком матча» во всех трёх встречах: против Кот-д’Ивуара, КНДР и Бразилии. Свой первый мяч на турнире Криштиану Роналду забил в матче против КНДР. В матче 1/8 финала Португалия встретилась с Испанией, проиграла будущим чемпионам и покинула турнир.
В квалификации Евро-2012 Криштиану Роналду удалось забить семь мячей, в результате чего Португалия отправилась на турнир, где попала в так называемую «группу смерти». В последней игре группового этапа против сборной Нидерландов Криштиану Роналду забил два гола, что обеспечило победу португальской сборной со счётом 2:1. В матче 1/4 финала Криштиану Роналду забил победный гол сборной Чехии. В обеих играх был признан «игроком матча». В полуфинале Португалия встретилась с Испанией. Победителя в основное и дополнительное время выявить не удалось, в серии пенальти победу одержала испанская сборная.

#### Звание лучшего бомбардира сборной и победный Евро-2016
В квалификации чемпионата мира 2014 года Криштиану Роналду забил восемь голов. Матч, сыгранный 17 октября 2012 года вничью против сборной Северной Ирландии, стал для португальца 100-м в составе сборной. 6 сентября 2013 года, в другом матче против Северной Ирландии, Криштиану Роналду сделал свой первый хет-трик в составе сборной Португалии. Сборная Португалии не смогла выйти на турнир по итогам группового этапа, в связи с чем провела два стыковых матча против сборной Швеции, где Криштиану Роналду забил все четыре мяча своей команды, что обеспечило португальцам место на турнире. 5 марта 2014 года Криштиану Роналду сделал дубль в победном товарищеском матче со сборной Камеруна (5:1), став по его итогу лучшим бомбардиром в истории сборной Португалии.

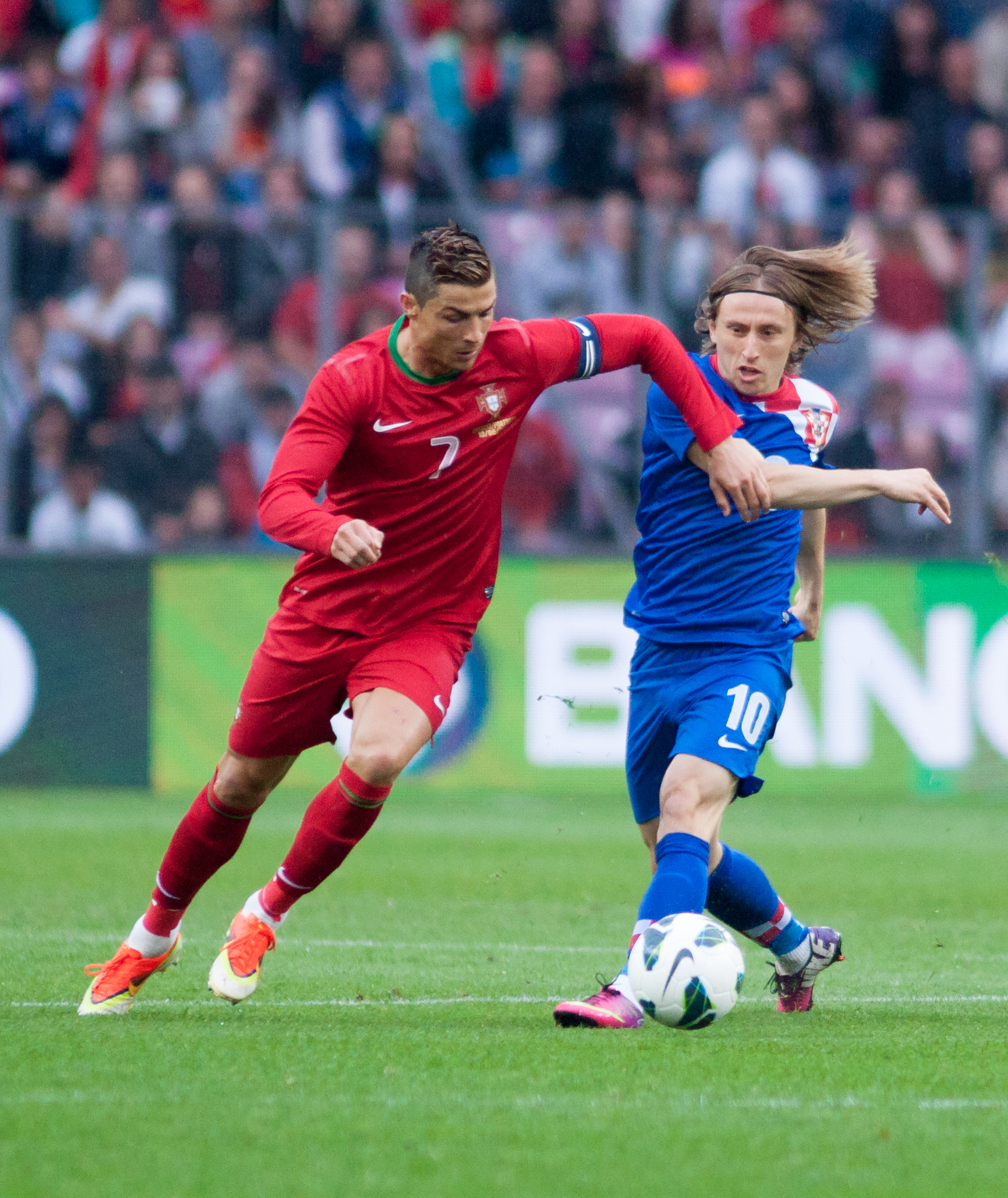
Роналду обходит Луку Модрича в товарищеском матче против сборной Хорватии, 10 июня 2013 года

Несмотря на полученную перед турниром травму, Криштиану Роналду принял участие в чемпионате мира в Бразилии. Он сыграл все 90 минут первого матча против Германии (0:4). В матче против сборной Ганы (2:1) Криштиану Роналду забил победный гол. В этом матче Криштиану Роналду забил свой 50-й гол в составе сборной, а также стал первым португальцем, которому удавалось забить на трёх чемпионатах мира. Однако Португалия не смогла выйти в стадию плей-офф: сборная США оказалась выше по разнице забитых и пропущенных мячей.
В квалификации к Евро-2016 Криштиану Роналду забил пять голов, в том числе сделал хет-трик в матче против сборной Армении. В начале турнира Криштиану Роналду не смог реализовать свои голевые моменты в ничейных матчах против сборных Исландии и Австрии, несмотря на то, что в общей сложности нанёс 20 ударов по воротам. Матч против австрийской сборной стал для Криштиану Роналду 128-м, он обогнал Луиша Фигу, став рекордсменом сборной Португалии по числу матчей. В последнем матче группового этапа против сборной Венгрии Криштиану Роналду сделал дубль и отдал голевую передачу. В этой игре он установил два рекорда: первым забил на четырёх чемпионатах Европы, а также принял участие в рекордных 17 матчах чемпионатов Европы. Несмотря на то, что португальская сборная заняла третье место в своей группе, пропустив вперёд Венгрию и Исландию, ей удалось квалифицироваться в финальную часть турнира, одержав победу в стыковых матчах, ввиду недавних изменений по расширению формата турнира.

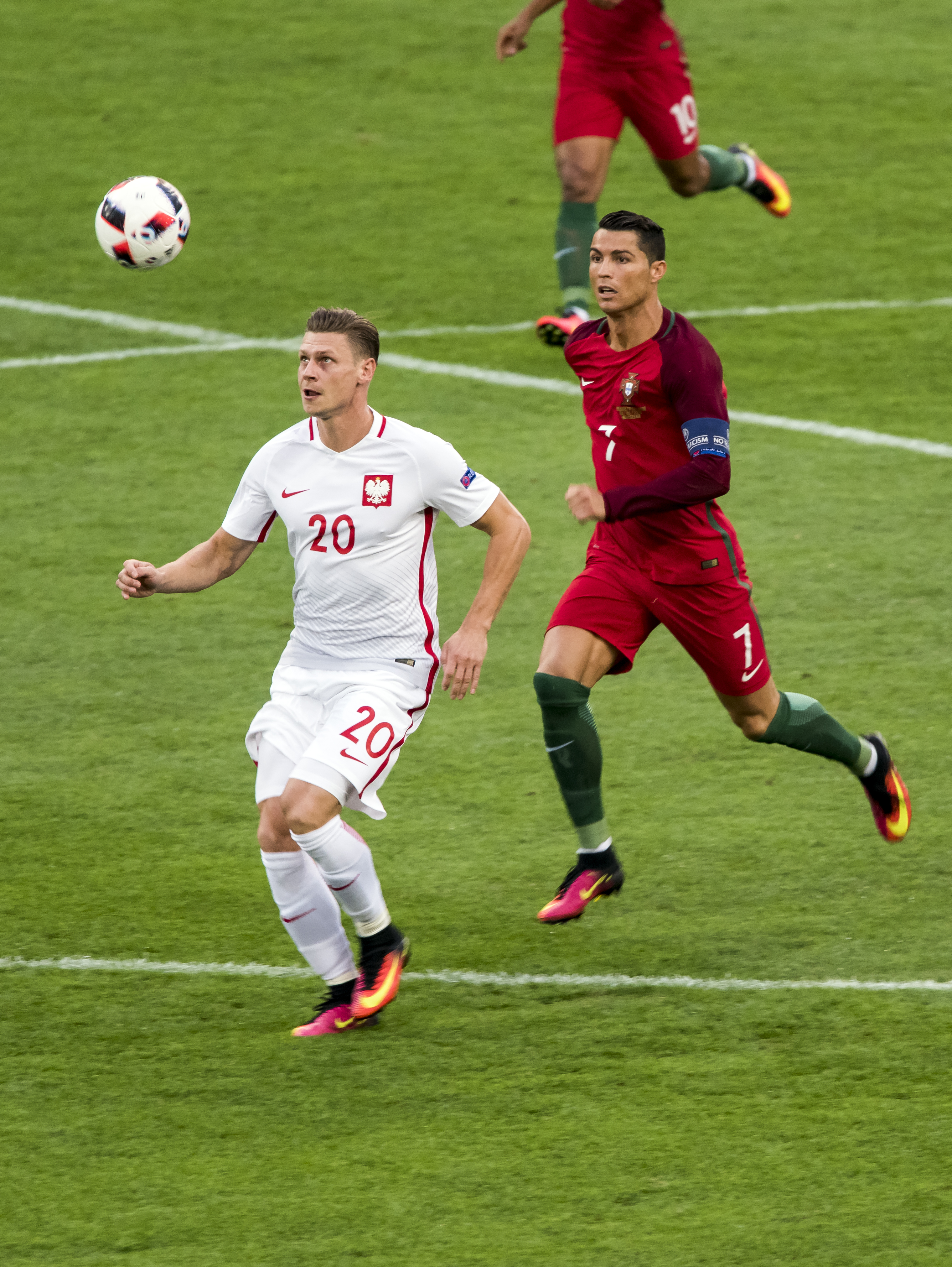
Криштиану Роналду в матче против сборной Польши на Евро-2016

25 июня, в 1/8 финала против сборной Хорватии, после удара Криштиану Роналду Рикарду Куарежма добил мяч в сетку ворот, принеся тем самым победу своей команде в дополнительное время. В четвертьфинальном матче со сборной Польши победителя пришлось определять в серии пенальти, Португалии удалось одержать победу, а Криштиану Роналду реализовал свой удар. Результативным для Криштиану Роналду стал и полуфинальный матч со сборной Уэльса, в котором капитан португальской команды сумел отдать голевой пас на Нани, а также забить победный гол, благодаря чему наряду с Мишелем Платини стал лучшим бомбардиром в истории чемпионатов Европы (9 голов). Таким образом, сборная Португалии впервые с 2004 года вышла в финал чемпионата Европы, где её соперником стала хозяйка турнира — сборная Франции, а Криштиану Роналду стал первым игроком, принявшим участие в трёх полуфиналах чемпионата Европы. В финальном матче с французами Криштиану Роналду в столкновении с Димитри Пайетом получил повреждение колена, попытался продолжить матч, но вскоре попросил заменить его: на 25-й минуте матча он покинул поле на носилках. Португалия без своего капитана одержала победу в дополнительное время со счётом 1:0, а Криштиану Роналду выиграл свой первый титул в составе сборной Португалии. Криштиану Роналду вошёл в символическую сборную турнира из 11 футболистов. Также он с тремя мячами на турнире получил «Серебряную бутсу».

#### Кубок конфедераций и ЧМ-2018
Летом 2017 года Криштиану Роналду был включён в состав сборной на первый в истории сборной Португалии Кубок конфедераций, который проходил в России. В первом матче турнира против сборной Мексики (2:2) сделал голевую передачу и был признан лучшим игроком матча. Однако в этой игре прервалась рекордная для футболиста серия из шести подряд матчей сборной, в которых он забивал как минимум один мяч. Вторая игра была сыграна со сборной России. Португалец забил единственный мяч в матче и вновь был признан лучшим футболистом поединка. Этот гол стал для Криштиану Роналду 16-м за последний год в составе сборной. В третьем матче на групповой стадии против новозеландцев Криштиану Роналду открыл счёт с пенальти, этот гол стал победным (4:0), а футболист в третий раз подряд был признан лучшим игроком матча. В полуфинале Кубка конфедераций против Чили Криштиану Роналду отыграл все 120 минут, но португальцы уступили в серии пенальти (0:3, Роналду пенальти не бил). В матче за третье место 2 июля в Москве Криштиану Роналду не играл, так как тренерский штаб разрешил ему покинуть расположение сборной, чтобы увидеть своих новорождённых детей, которые появились на свет 10 июня. Португальцы выиграли у мексиканцев в дополнительное время (2:1) и заняли третье место на турнире.

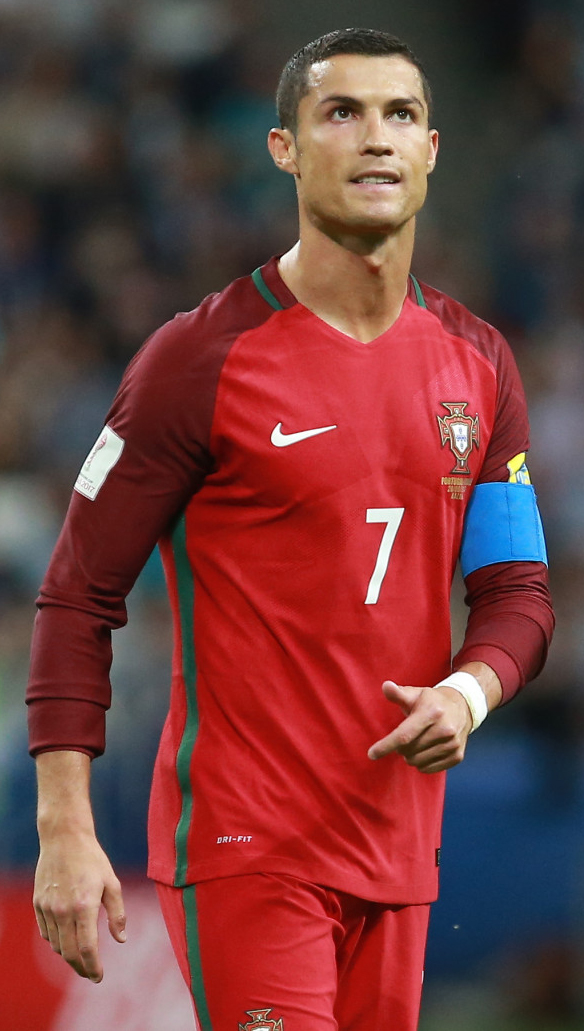
Криштиану Роналду на Кубке конфедераций в 2017 году

31 августа 2017 года Криштиану Роналду сделал хет-трик в матче отборочного турнира чемпионата мира 2018 года со сборной Фарерских островов, в результате чего ему удалось обогнать Пеле, сравняться с Хусейном Саидом и стать пятым в списке лучших бомбардиров среди национальных сборных в мировой истории, имея на своём счету 78 голов. На самом чемпионате мира в первом матче группового этапа против сборной Испании Криштиану Роналду сделал очередной хет-трик, но для победы этого не хватило — ничья 3:3. Во втором матче сборная Португалии играла против сборной Марокко. Криштиану Роналду забил единственный гол в матче, который стал его 85-м голом за сборную. Это позволило ему побить рекорд Ференца Пушкаша и стать лучшим бомбардиром в истории европейских сборных. Последняя игра сборной Португалии в группе была против сборной Ирана. Матч окончился вничью со счётом 1:1. По итогам матчей группового этапа сборная Португалии вышла из группы со второго места. Матч 1/8 финала против сборной Уругвая Португалия проиграла со счётом 1:2. По итогам чемпионата Криштиану Роналду был включён в «команду турнира» по версии болельщиков.

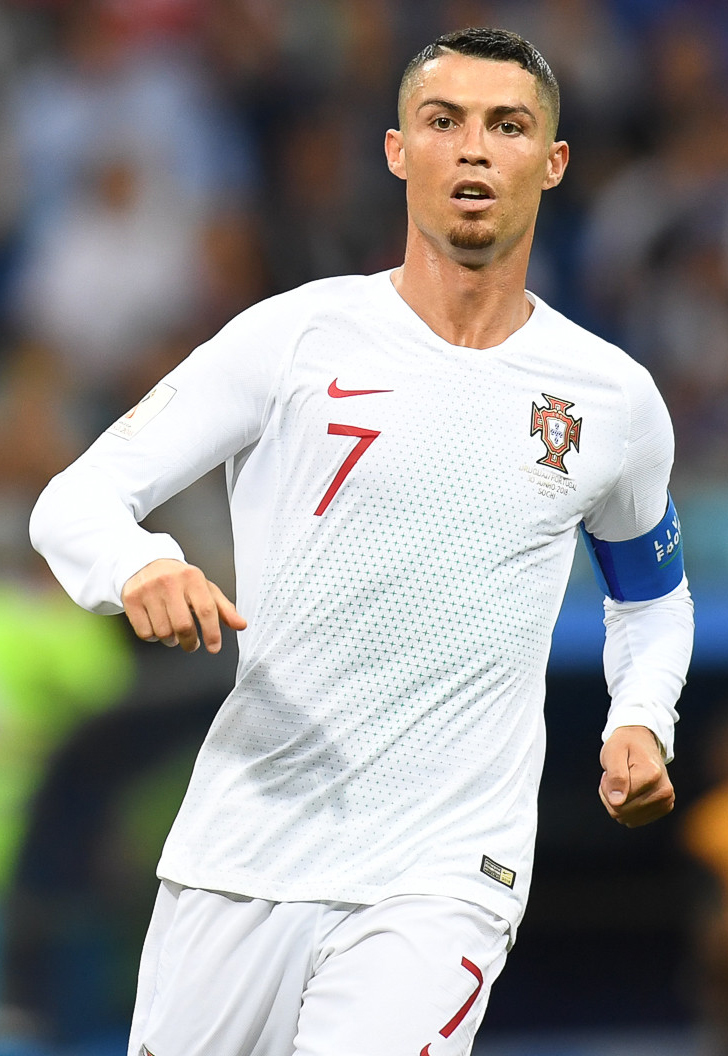
Криштиану Роналду на чемпионате мира 2018 года в матче против сборной Уругвая

#### Победа в Лиге наций УЕФА и 100-й гол за сборную
После прошедшего чемпионата мира Криштиану Роналду пропустил шесть матчей национальной сборной, включая весь групповой этап Лиги наций УЕФА 2018/19. Впервые после мундиаля в России он появился на поле на поле лишь 5 июня 2019 года, в полуфинале Лиги наций УЕФА против сборной Швейцарии. Ему удалось сделать хет-трик в той игре, что обеспечило португальской сборной проход в финал турнира. Криштиану Роналду стал первым игроком, который отмечался голом в десяти международных турнирах подряд, он побил рекорд Асамоа Гьяна. В финале Лиги наций Португалия обыграла Нидерланды со счётом 1:0.
10 сентября 2019 года в матче отборочного турнира Евро-2020 против сборной Литвы (5:1) Криштиану Роналду забил четыре гола. Благодаря своим голам он обогнал Робби Кина и установил новый рекорд в 25 голов в отборочных матчах к чемпионатам Европы. Одновременно с этим Криштиану Роналду установил другой рекорд — он забивал в ворота наибольшего количества национальных сборных (40). 14 октября в матче против сборной Украины Криштиану Роналду реализовал пенальти, тот гол стал 700-м в его карьере. 17 ноября в матче против сборной Люксембурга (2:0) Криштиану Роналду вновь забил гол. Благодаря той победе португальская сборная смогла выйти на Евро-2020. 8 сентября 2020 года Криштиану Роналду забил свои 100-й и 101-й голы за сборную, сделав дубль в матче Лиги наций 2020/21 со сборной Швеции (2:0). Он стал вторым футболистом в истории и первым в Европе, преодолевшим отметку в сотню голов за сборную.

#### Евро-2020 и рекорд по голам за сборную
15 июня 2021 года Криштиану Роналду забил два гола в первой игре Португалии на Евро-2020, его команда победила Венгрию со счётом 3:0. Таким образом, он забил свой одиннадцатый гол на чемпионате Европы, опередив Мишеля Платини и став лучшим бомбардиром в истории турнира. Он также стал первым игроком, который забил на пяти чемпионатах Европы. 23 июня он реализовал два пенальти в заключительном матче группового этапа с Францией (ничья 2:2) и повторил рекорд Али Даеи в 109 голов за сборную. 27 июня Португалия выбыла из турнира после поражения от Бельгии в 1/8 финала со счётом 0:1. Криштиану Роналду закончил турнир с пятью голами (столько же забил чех Патрик Шик), став лучшим бомбардиром Евро. 1 сентября Криштиану Роналду забил два гола головой, чем в добавленное время принёс победу Португалии над Ирландией со счётом 2:1, в результате он побил рекорд Даеи.

#### ЧМ-2022, первый в истории футболист с голами на пяти чемпионатах мира
На чемпионате мира 2022 года в Катаре Криштиану Роналду стал пятым футболистом (и вторым европейцем), сыгравшим на пяти чемпионатах мира. В первом же матче против Ганы Криштиану Роналду открыл счёт ударом с пенальти и стал первым в истории футболистом, забивавшем на пяти чемпионатах мира. В матчах против Ганы (3:2) и Уругвая (2:0) Криштиану Роналду меняли после 80-й минуты, а в последней игре групповой стадии против сборной Республики Корея португалец был заменён уже на 65-й минуте при равном счёте, однако игра закончилась поражением со счётом 1:2. В матче 1/8 финала против Швейцарии Криштиану Роналду вышел на поле только на 74-й минуте при счёте 5:1 в пользу португальцев, Гонсалу Рамуш уже успел к этому моменту оформить хет-трик. В четвертьфинале против сборной Марокко Криштиану вышел на замену в начале второго тайма, когда португальцы уступали 0:1. Матч завершился победой африканской сборной. Для Криштиану Роналду этот матч стал 22-м на чемпионатах мира, он вышел на чистое пятое место по этому показателю, уступая только Лотару Маттеусу, Мирославу Клозе, Лионелю Месси и Паоло Мальдини.

#### Евро-2024 и 200-й матч за сборную
В 2023 году 38-летний Криштиану Роналду забил 10 мячей в 9 матчах отборочного турнире Евро-2024. Португальцы выиграли 10 из 10 матчей квалификации, забив 36 мячей и пропустив 2. Криштиану Роналду забил всем 5 соперникам португальцев в группе J: три мяча Лихтенштейну, 2 мяча Люксембургу, 2 мяча Боснии и Герцеговине, 2 мяча Словакии и 1 мяч Исландии. Криштиану Роналду стал вторым бомбардиром отборочного турнира после бельгийца Ромелу Лукаку (14 голов). 20 июня 2023 года в Рейкьявике сыграл свой 200-й матч за сборную, в этом матче забил 123-й мяч. Криштиану Роналду стал первым в истории футболистом, сыгравшим 200 матчей за сборную.
21 мая 2024 года стало известно, что Криштиану Роналду включён в заявку португальцев на Евро-2024 в Германии. Он стал первым в истории футболистом, который был включён в заявку на 6 чемпионатах Европы. 18 июня 2024 года в первом матче группового этапа против сборной Чехии Криштиану вышел в стартовом составе и провёл на поле весь, но отличится не сумел и стал первым футболистом в истории, сыгравшим на шести чемпионатах Европы. Во втором матче группы 22 июня против турков Роналду отдал голевую передачу на Бруну Фернандеша и его сборная одержала крупную победу 3:0 и вышла в плей-офф с первого места. 1 июля в первом раунде плей-офф Роналду встретился со сборной Словении. Основное время матча закончилось нулевой ничьей, в дополнительное время Криштиану заработал пенальти, но вратарь Ян Облак отбил удар. В серии послематчевых 11-метровых ударов Португалия победила со счётом 3:0 (Роналду реализовал свой удар). 5 июля 2024 года в четвертьфинальном матче против сборной Франции основное время также закончилось со счётом 0:0, а в серии пенальти португальцы проиграли со счётом 3:5. Роналду бил первым у португальской сборной и реализовал свой удар, но из-за промаха Жуана Феликса Португалия покинула турнир.

## Характеристика игрока

### Позиция на поле и роль в команде
Криштиану Роналду признаётся одним из лучших футболистов в истории. В течение своей карьеры он играл на всех атакующих позициях: левым и правым вингером, а также в качестве центрфорварда. В связи с возрастными изменениями своего организма, обстановки и партнёров по команде Роналду менял суть своей игры как позиционно, так и тактически. Во время игры в лиссабонском «Спортинге» и в своих первых сезонах в «Манчестер Юнайтед», он, как правило, использовался в качестве традиционного вингера на правом фланге полузащиты, где должен был регулярно искать пространство для доставки мяча в штрафную. При смене основной позиции правого полузащитника на левого результативность Роналду значительно улучшилась, так как ему была предоставлена возможность смещаться в центр для завершения атак. В свои заключительные сезоны в «Юнайтед» Роналду задействовался в более атакующей и центральной роли, действуя в качестве центрального и оттянутого нападающего. Роналду успешно играл в роли бомбардира, способного совершать результативные действия как внутри, так и вне штрафной.

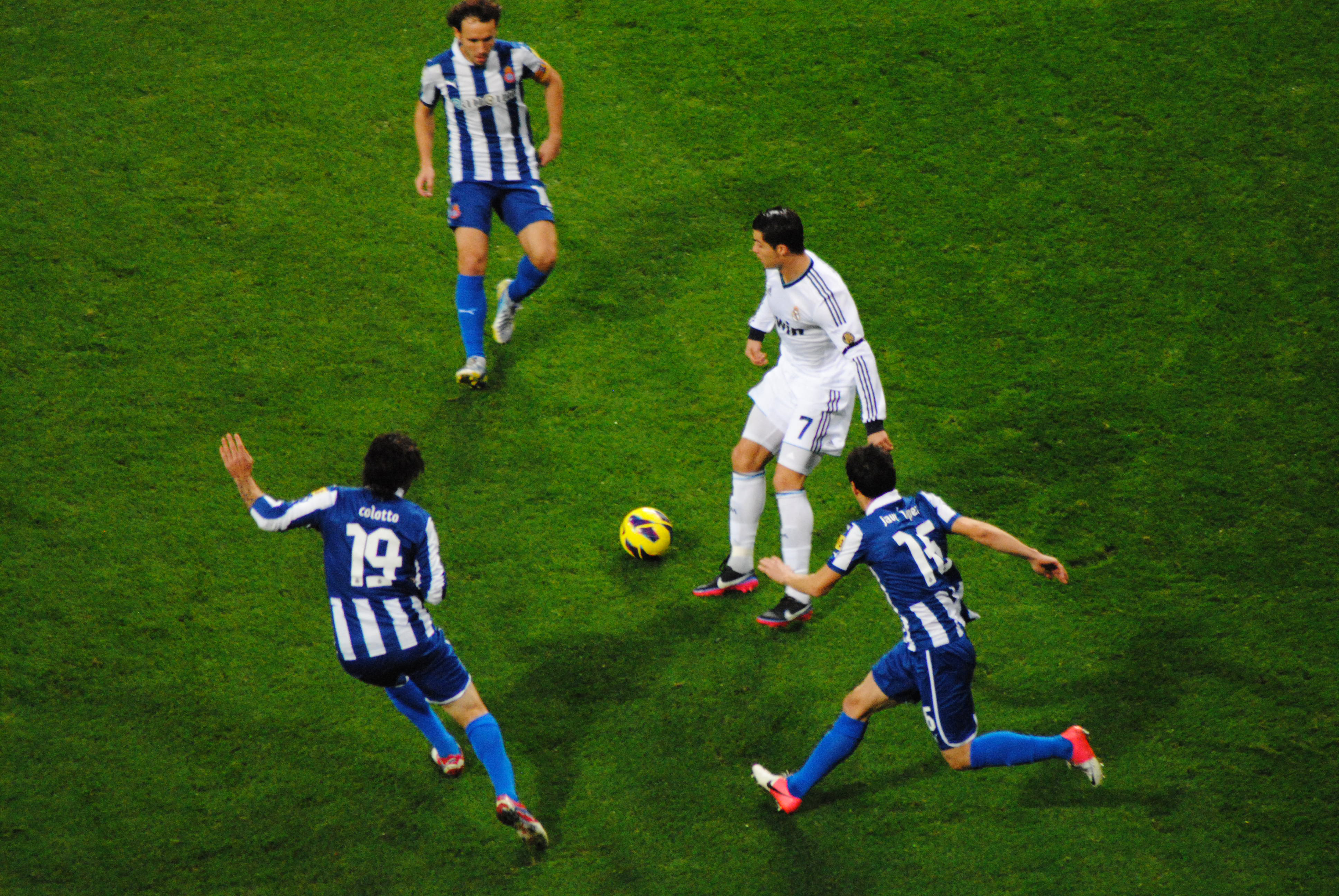
Криштиану Роналду противостоит трём соперникам в матче против «Эспаньола», сезон 2012/13

В мадридском «Реале» Роналду гораздо чаще задействовался в роли главного атакующего игрока, нежели в предыдущих клубах, несмотря на ущерб своим оборонительным действиям. Первоначально под руководством Мануэля Пеллегрини, а впоследствии и Жозе Моуринью, Криштиану играл на позиции чистого нападающего, однако затем он был переведён обратно на левый фланг атаки, при этом у Роналду была свободная тактическая роль: он мог сместиться в центр для завершения комбинации или оставить пространство для товарищей по команде. Контратакующий стиль игры мадридской команды позволил Роналду забивать больше мячей, о чём свидетельствует множество установленных рекордов результативности. Начиная с 2013 года, под руководством Карло Анчелотти, Роналду адаптировал стиль своей игры к физическим изменениям организма: неизбежному старению. Количество попыток дриблинга и резких забеганий заметно уменьшилось, вместо этого Криштиану сосредоточился на создании моментов для партнёров и реализации собственных шансов. В сезоне 2014/15 специалисты отметили, что почти 2/3 своих голов португалец забил с позиции центрального нападающего, тогда как ранее этот показатель составлял около 50 %, а в сезоне 2011/12 — всего 33 %. В 2017 году, на момент нахождения Зинедина Зидана на тренерском посту «сливочных», Роналду ещё раз адаптировал свой стиль игры, став полноценным центральным нападающим, но даже такая позиция не отнимала у Роналду свободы на футбольном поле, что позволило ему поддерживать высокую результативность. Роналду в данной роли положительно воспринимали различные медиа-ресурсы и эксперты, отмечая выдающуюся позиционную игру португальца, умное движение без мяча, а также способность быстро найти пространство и принять правильное решение.
В своём первом сезоне в «Ювентусе» Роналду продолжил играть в различных атакующих ролях под руководством главного тренера команды Массимилиано Аллегри в зависимости от того, какие партнёры играли рядом с ним. Несмотря на то, что Роналду играл на позиции центрального нападающего в свои последние годы в «Реале», в стане «старой синьоры» Роналду играл как нападающего, так и левого вингера в расстановке 4-2-3-1 или 4-3-3, часто меняясь местом на поле с Марио Манджукичем. В роли вингера Роналду вновь стал играть довольно широко, опускаясь вглубь или на противоположный фланг для получения мяча и построения атак своей команды; по итогу Криштиану стал создавать шансы для своих партнёров гораздо чаще, нежели в своих последних сезонах за «Реал Мадрид». Иногда Роналду играл в паре вместе с Манджукичем в формациях 4-3-1-2, 4-4-2 или 3-5-2. Под руководством нового тренера «зебр» Маурицио Сарри Роналду продолжил играть аналогичную роль.

### Игровые навыки и празднование голов

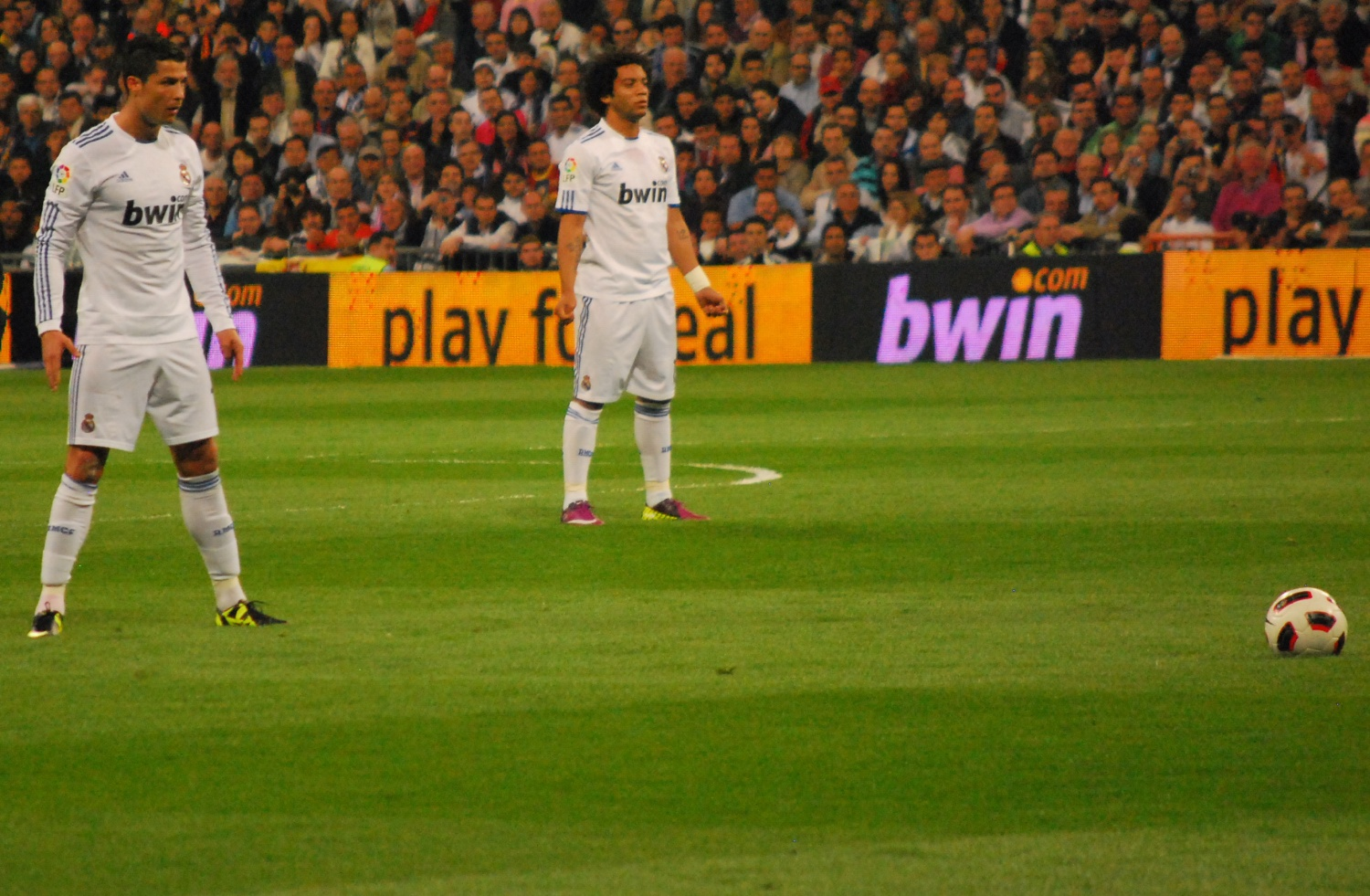
Роналду готовится пробить штрафной удар. Перед пробитием он принимает особую позу, придуманную им самим

Характерными чертами стиля игры Роналду является высокая скорость, ловкость и технические навыки, частые обходы своих противников в ситуациях один на один. Роналду стал известен благодаря эффектной демонстрации своего дриблинга с частым применением различных финтов, обманных движений и переступов через мяч, что впоследствии стало его отличительным знаком. Обладает мощным ударом с правой ноги, хотя может пробить и нерабочей левой. В большинстве случаев именно Роналду пробивает пенальти и штрафные удары вблизи ворот противника, нередко их реализуя. Криштиану обладает особым ударом со штрафных: мяч после удара летит по замысловатой траектории с большой скоростью, сначала вверх, а перед воротами резко падает вниз и поражает ворота соперников, однако его умение пробивать подобные штрафные ухудшилось в дальнейшей карьере. Непосредственно перед ударом Роналду становится в особую стойку: отходит на 4-5 шагов от мяча, широко расставляет ноги, руки — по сторонам, делает глубокий выдох и разбегается для удара.
На протяжении своей карьеры Роналду сменил несколько манер празднования голов. На ранних этапах его карьеры СМИ растиражировали случай, когда он присел на корточки и посмотрел прямо в камеру на поле, держа руку на подбородке. В «Реале» после забитого мяча он обычно делал прыжок с поворотом и приземлялся, расставляя и напрягая руки и ноги. Обычно при этом он кричит «Си!» («да» в переводе с испанского и итальянского); в СМИ этот возглас зачастую передаётся как «Sii!». В 2022 году у Криштиану появилось новое празднование — забив гол, он положил руки на грудь, закрыл глаза и поднял голову.

### Физическая форма
Криштиану Роналду строго следит за диетой, не употребляет алкоголь и выступает за запрет курения. В неигровых тренировках особое внимание уделяет упражнениям на мышцы брюшного пресса. В ходе медицинского обследования при переходе Роналду в «Ювентус» было выявлено, что физическая форма его организма соответствует показателям 20-летнего спортсмена. Доля жировой ткани в его организме составила 7 % при норме для спортсмена его возраста 10—11 %, а мышечная масса — 50 % (норма 46 %).
С течением времени Роналду подверг своё тело серьёзной физической трансформации, развивая свои мускулы и набирая массу, что позволило ему применять свой корпус при борьбе с игроками противоположной команды. В частности, за время пребывания в «Юнайтед» он увеличил свой вес с 75 до 85 кг. Возможность играть корпусом в сочетании с довольно высоким ростом даёт португальцу преимущество в игре верхом, благодаря чему многие из своих голов Роналду забил именно головой.

## Достижения

### Командные достижения
«Спортинг»
- Обладатель Суперкубка Португалии: 2002

«Манчестер Юнайтед»
- Чемпион Англии (3): 2006/07, 2007/08, 2008/09
- Обладатель Кубка Англии: 2003/04
- Обладатель Кубка Футбольной лиги (2): 2005/06, 2008/09
- Победитель Лиги чемпионов УЕФА: 2007/08
- Обладатель Суперкубка Англии: 2007
- Победитель Клубного чемпионата мира: 2008

«Реал Мадрид»
- Чемпион Испании (2): 2011/12, 2016/17
- Обладатель Кубка Испании (2): 2010/11, 2013/14
- Победитель Лиги чемпионов УЕФА (4): 2013/14, 2015/16, 2016/17, 2017/18
- Обладатель Суперкубка УЕФА (2): 2014, 2017
- Обладатель Суперкубка Испании (2): 2012, 2017
- Победитель Клубного чемпионата мира (3): 2014, 2016, 2017

«Ювентус»
- Чемпион Италии (2): 2018/19, 2019/20
- Обладатель Кубка Италии: 2020/21
- Обладатель Суперкубка Италии (2): 2018, 2020

«Ан-Наср»
- Победитель Арабской лиги чемпионов: 2023

Сборная Португалии
- Чемпион Европы: 2016
- Победитель Лиги наций УЕФА (2): 2018/19, 2024/25
- Серебряный призёр чемпионата Европы: 2004
- Бронзовый призёр чемпионата Европы: 2012
- Бронзовый призёр Кубка конфедераций: 2017

Сборная Португалии (до 21 года)
- Победитель Турнира в Тулоне: 2003

### Личные достижения
| - Обладатель «Золотого мяча» по версии France Football (3): 2008, 2016, 2017 - Обладатель «Золотого мяча ФИФА» (2): 2013, 2014 - Обладатель «Золотой бутсы» (4): 2008, 2011, 2014, 2015 - Лучший футболист мира по версии ФИФА (3): 2008, 2016, 2017 - Лучший футболист мира по версии FIFPro: 2008 - Лучший клубный футболист по версии УЕФА: 2008 - Лучший клубный нападающий по версии УЕФА (3): 2008, 2017, 2018 - Лучший футболист Европы по версии УЕФА (3): 2014, 2016, 2017 - Футболист года в Португалии (4): 2016, 2017, 2018, 2019 - Лучший португальский футболист за границей (10): 2007, 2008, 2009, 2011, 2012, 2013, 2015, 2016, 2017, 2018 - Игрок сезона английской Премьер-лиги (2): 2007, 2008 - Игрок года по версии футболистов ПФА (2): 2007, 2008 - Футболист года по версии Ассоциации футбольных журналистов (2): 2007, 2008 - Молодой игрок года по версии ПФА: 2007 - Лучший игрок чемпионата Испании (Приз Ди Стефано) (4): 2012, 2013, 2014, 2016 - Футболист года в Италии (Игрок сезона Серии А) (2): 2019, 2020 - Награды чемпионата Италии по футболу: - Самый ценный игрок сезона: 2019 - Лучший нападающий сезона: 2021 | - Лучший бомбардир чемпионата Европы (2): 2012, 2020 - Лучший бомбардир Лиги чемпионов УЕФА (7): 2008, 2013, 2014, 2015, 2016, 2017, 2018 - Лучший бомбардир английской Премьер-лиги: 2008 - Лучший бомбардир чемпионата Испании (3): 2011, 2014, 2015 - Лучший бомбардир чемпионата Италии: 2021 - Лучший бомбардир чемпионата Саудовской Аравии (2): 2024, 2025 - Лучший бомбардир Клубного чемпионата мира (2): 2016, 2017 - Лучший молодой игрок мира по версии FIFPro (2): 2004, 2005 - Обладатель трофея «Браво»: 2004 - Обладатель премии ФИФА имени Ференца Пушкаша за лучший гол года: 2009 - Обладатель приза IFFHS лучшему бомбардиру национальных чемпионатов (2): 2014, 2015 - Обладатель приза IFFHS лучшему бомбардиру мира в международных матчах (5): 2013, 2014, 2016, 2017, 2019 - Входит в состав символической сборной мира по версии FIFPro (15): 2007, 2008, 2009, 2010, 2011, 2012, 2013, 2014, 2015, 2016, 2017, 2018, 2019, 2020, 2021 - Входит в состав символической сборной года по версии УЕФА (15): 2004, 2007, 2008, 2009, 2010, 2011, 2012, 2013, 2014, 2015, 2016, 2017, 2018, 2019, 2020 - Входит в состав символической сборной по итогам чемпионата мира: 2018 - Входит в состав символической сборной по итогам чемпионата Европы (3): 2004, 2012, 2016 |

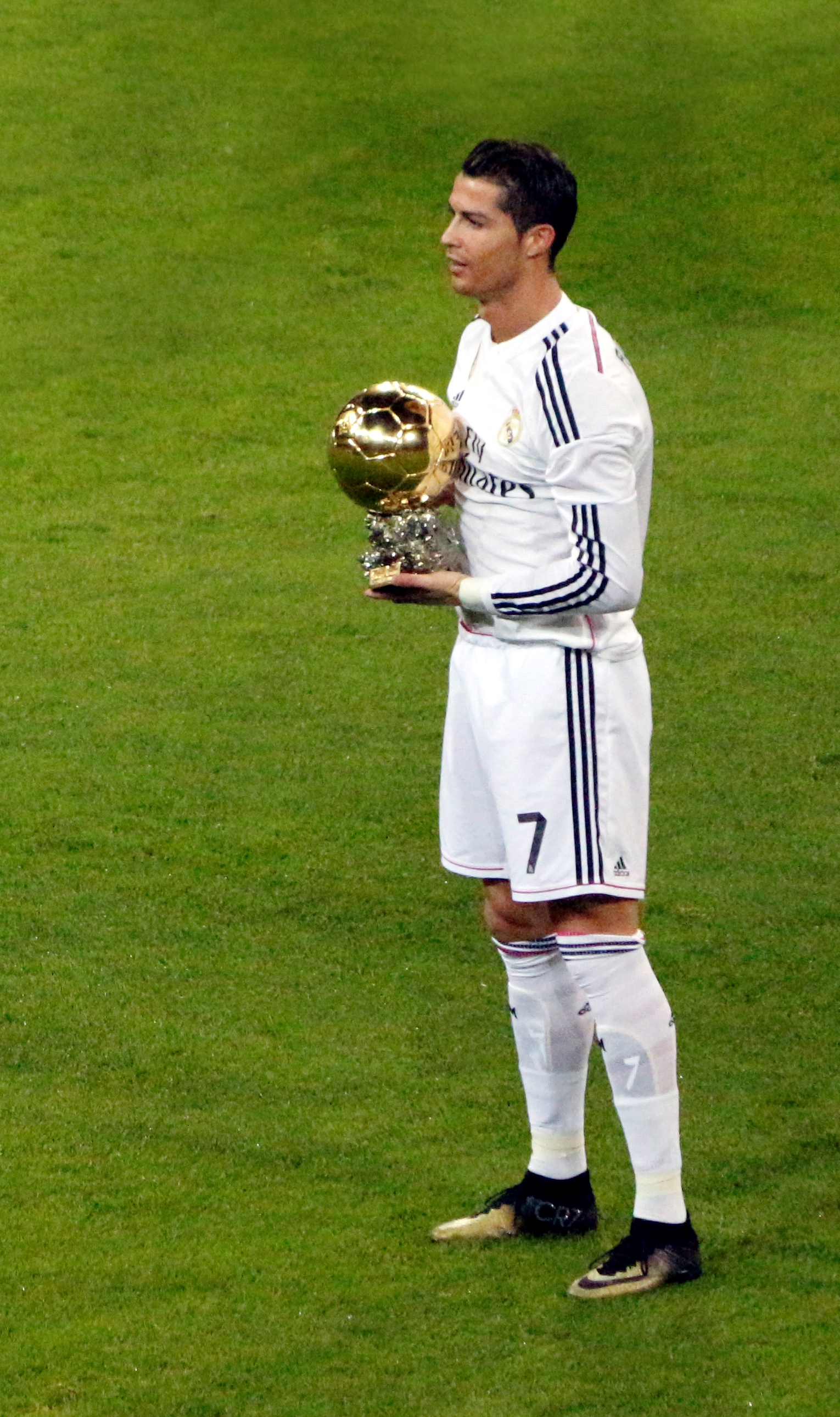
Роналду представляет свой третий «Золотой мяч» фанатам на стадионе «Сантьяго Бернабеу», январь 2015

Источники:

## Рекорды
- Лучший бомбардир в истории футбола в официальных матчах по версии МФФИИС и ФИФА: 933 гола
- Лучший бомбардир в истории национальных сборных: 136 голов
- Рекордсмен национальных сборных по числу сыгранных матчей: 217 матчей
- Лучший бомбардир в истории чемпионатов Европы: 14 голов[452]
- Рекордсмен чемпионатов Европы по количеству сыгранных матчей: 30 матчей
- Лучший бомбардир в истории отборочных турниров чемпионата Европы: 32 гола
- Лучший бомбардир в истории сборной Португалии: 135 голов
- Рекордсмен сборной Португалии по количеству сыгранных матчей: 217 матчей
- Лучший бомбардир в истории международных матчей на клубном уровне: 140 голов
- Рекордсмен по количеству проведённых матчей в еврокубках: 185 матчей
- Лучший бомбардир в истории Лиги чемпионов УЕФА: 140 голов
- Лучший ассистент в истории Лиги чемпионов УЕФА: 42 голевые передачи
- Лучший бомбардир в истории Клубного чемпионата мира: 7 голов
- Рекордсмен Лиги чемпионов УЕФА и Кубка европейских чемпионов по количеству голов в сезоне: 17 голов
- Рекордсмен Лиги чемпионов УЕФА по количеству хет-триков за карьеру: 8 хет-триков[j]
- Лучший бомбардир в истории «Реал Мадрид»: 450 голов
- Рекордсмен «Реал Мадрид» по количеству голов в сезоне: 61 гол
- Рекордсмен «Ювентуса» по количеству голов в сезоне: 37 голов
- Лучший бомбардир в истории мадридского дерби: 22 гола
- Единственный игрок, получивший все три призовых мяча ФИФА: бронзовый (2007), серебряный (2009), золотой (2008)
- Единственный игрок в истории испанского футбола, забивавший 50 и более голов во всех соревнованиях в течение 6 сезонов подряд
- Единственный игрок в истории Лиги чемпионов УЕФА, забивавший 10 и более голов в течение 7 сезонов подряд
- Рекордсмен чемпионата Саудовской Аравии по количеству голов в сезоне: 35 голов
- Рекордсмен чемпионата Испании по количеству хет-триков за сезон: 8 хет-триков[j]
- Рекордсмен чемпионата Италии по количеству матчей подряд, в которых удалось отметиться голом: 11 матчей[k]
- Рекордсмен Лиги чемпионов УЕФА по количеству матчей подряд, в которых удалось отметиться голом: 11 матчей
- Рекордсмен Лиги чемпионов УЕФА по количеству хет-триков за сезон: 3 хет-трика[l]
- Рекордсмен по количеству голов в международных матчах в течение календарного года: 32 гола[453]

Источники:

## Статистика выступлений

### Обзор карьеры
| Команда             | Период              | Официальные матчи | Официальные матчи | Неофициальные матчи | Неофициальные матчи | Итого | Итого |
| Команда             | Период              | Игры              | Голы              | Игры                | Голы                | Игры  | Голы  |
| ------------------- | ------------------- | ----------------- | ----------------- | ------------------- | ------------------- | ----- | ----- |
| Спортинг (Лиссабон) | 2001—2003           | 31                | 5                 | 27                  | 5                   | 58    | 10    |
| Спортинг B          | 2002                | 2                 | 0                 | 0                   | 0                   | 2     | 0     |
| Манчестер Юнайтед   | 2003—2009 2021—2022 | 346               | 145               | 16                  | 12                  | 362   | 157   |
| Реал Мадрид         | 2009—2018           | 438               | 450               | 48                  | 25                  | 486   | 475   |
| Ювентус             | 2018—2021           | 134               | 101               | 11                  | 6                   | 145   | 107   |
| Ан-Наср             | 2023—н. в.          | 111               | 99                | 8                   | 6                   | 119   | 105   |
| Португалия          | 2003—н. в.          | 221               | 138               | 0                   | 0                   | 221   | 138   |
| Португалия (до 15)  | 2001                | 9                 | 7                 | 0                   | 0                   | 9     | 7     |
| Португалия (до 17)  | 2001—2002           | 7                 | 5                 | 0                   | 0                   | 7     | 5     |
| Португалия (до 20)  | 2003                | 5                 | 1                 | 0                   | 0                   | 5     | 1     |
| Португалия (до 21)  | 2002—2003           | 10                | 3                 | 1                   | 0                   | 11    | 3     |
| Португалия (олимп.) | 2004                | 3                 | 2                 | 0                   | 0                   | 3     | 2     |
| Прочие              | 2005—2023           | −                 | −                 | 3                   | 3                   | 3     | 3     |
| Всего за карьеру    | Всего за карьеру    | 1317              | 956               | 114                 | 57                  | 1431  | 1013  |

### Клубная карьера
| Клуб                         | Сезон                        | Лига | Лига | Кубки | Кубки | Еврокубки / Кубки АФК | Еврокубки / Кубки АФК | Прочие | Прочие | Итого | Итого | Товарищеские матчи | Товарищеские матчи | Всего | Всего |
| Клуб                         | Сезон                        | Игры | Голы | Игры  | Голы  | Игры                  | Голы                  | Игры   | Голы   | Игры  | Голы  | Игры               | Голы               | Игры  | Голы  |
| ---------------------------- | ---------------------------- | ---- | ---- | ----- | ----- | --------------------- | --------------------- | ------ | ------ | ----- | ----- | ------------------ | ------------------ | ----- | ----- |
| Спортинг (Лиссабон)          | 2001/02                      | −    | −    | −     | −     | −                     | −                     | −      | −      | 0     | 0     | 5                  | 1                  | 5     | 1     |
| Спортинг (Лиссабон)          | 2002/03                      | 25   | 3    | 3     | 2     | 3                     | 0                     | 0      | 0      | 31    | 5     | 14                 | 4                  | 45    | 9     |
| Спортинг (Лиссабон)          | 2003/04                      | −    | −    | −     | −     | −                     | −                     | −      | −      | 0     | 0     | 8                  | 0                  | 8     | 0     |
| Спортинг (Лиссабон)          | Итого                        | 25   | 3    | 3     | 2     | 3                     | 0                     | 0      | 0      | 31    | 5     | 27                 | 5                  | 58    | 10    |
| Спортинг B (фарм-клуб)       | 2002/03                      | 2    | 0    | −     | −     | −                     | −                     | −      | −      | 2     | 0     | 0                  | 0                  | 2     | 0     |
| Спортинг B (фарм-клуб)       | Итого                        | 2    | 0    | 0     | 0     | 0                     | 0                     | 0      | 0      | 2     | 0     | 0                  | 0                  | 2     | 0     |
| Манчестер Юнайтед            | 2003/04                      | 29   | 4    | 6     | 2     | 5                     | 0                     | 0      | 0      | 40    | 6     | 0                  | 0                  | 40    | 6     |
| Манчестер Юнайтед            | 2004/05                      | 33   | 5    | 9     | 4     | 8                     | 0                     | 0      | 0      | 50    | 9     | 0                  | 0                  | 50    | 9     |
| Манчестер Юнайтед            | 2005/06                      | 33   | 9    | 6     | 2     | 8                     | 1                     | 0      | 0      | 47    | 12    | 6                  | 4                  | 53    | 16    |
| Манчестер Юнайтед            | 2006/07                      | 34   | 17   | 8     | 3     | 11                    | 3                     | 0      | 0      | 53    | 23    | 3                  | 4                  | 56    | 27    |
| Манчестер Юнайтед            | 2007/08                      | 34   | 31   | 3     | 3     | 11                    | 8                     | 1      | 0      | 49    | 42    | 6                  | 4                  | 55    | 46    |
| Манчестер Юнайтед            | 2008/09                      | 33   | 18   | 6     | 3     | 12                    | 4                     | 2      | 1      | 53    | 26    | 0                  | 0                  | 53    | 26    |
| Манчестер Юнайтед            | Итого                        | 196  | 84   | 38    | 17    | 55                    | 16                    | 3      | 1      | 292   | 118   | 15                 | 12                 | 307   | 130   |
| Реал Мадрид                  | 2009/10                      | 29   | 26   | 0     | 0     | 6                     | 7                     | 0      | 0      | 35    | 33    | 10                 | 3                  | 45    | 36    |
| Реал Мадрид                  | 2010/11                      | 34   | 40   | 8     | 7     | 12                    | 6                     | 0      | 0      | 54    | 53    | 6                  | 2                  | 60    | 55    |
| Реал Мадрид                  | 2011/12                      | 38   | 46   | 5     | 3     | 10                    | 10                    | 2      | 1      | 55    | 60    | 9                  | 8                  | 64    | 68    |
| Реал Мадрид                  | 2012/13                      | 34   | 34   | 7     | 7     | 12                    | 12                    | 2      | 2      | 55    | 55    | 4                  | 2                  | 59    | 57    |
| Реал Мадрид                  | 2013/14                      | 30   | 31   | 6     | 3     | 11                    | 17                    | 0      | 0      | 47    | 51    | 10                 | 6                  | 57    | 57    |
| Реал Мадрид                  | 2014/15                      | 35   | 48   | 2     | 1     | 12                    | 10                    | 5      | 2      | 54    | 61    | 3                  | 2                  | 57    | 63    |
| Реал Мадрид                  | 2015/16                      | 36   | 35   | 0     | 0     | 12                    | 16                    | 0      | 0      | 48    | 51    | 5                  | 1                  | 53    | 52    |
| Реал Мадрид                  | 2016/17                      | 29   | 25   | 2     | 1     | 13                    | 12                    | 2      | 4      | 46    | 42    | 0                  | 0                  | 46    | 42    |
| Реал Мадрид                  | 2017/18                      | 27   | 26   | 0     | 0     | 13                    | 15                    | 4      | 3      | 44    | 44    | 1                  | 1                  | 45    | 45    |
| Реал Мадрид                  | Итого                        | 292  | 311  | 30    | 22    | 101                   | 105                   | 15     | 12     | 438   | 450   | 48                 | 25                 | 486   | 475   |
| Ювентус                      | 2018/19                      | 31   | 21   | 2     | 0     | 9                     | 6                     | 1      | 1      | 43    | 28    | 4                  | 3                  | 47    | 31    |
| Ювентус                      | 2019/20                      | 33   | 31   | 4     | 2     | 8                     | 4                     | 1      | 0      | 46    | 37    | 4                  | 2                  | 50    | 39    |
| Ювентус                      | 2020/21                      | 33   | 29   | 4     | 2     | 6                     | 4                     | 1      | 1      | 44    | 36    | 1                  | 1                  | 45    | 37    |
| Ювентус                      | 2021/22                      | 1    | 0    | 0     | 0     | 0                     | 0                     | 0      | 0      | 1     | 0     | 2                  | 0                  | 3     | 0     |
| Ювентус                      | Итого                        | 98   | 81   | 10    | 4     | 23                    | 14                    | 3      | 2      | 134   | 101   | 11                 | 6                  | 145   | 107   |
| Манчестер Юнайтед            | 2021/22                      | 30   | 18   | 1     | 0     | 7                     | 6                     | 0      | 0      | 38    | 24    | 0                  | 0                  | 38    | 24    |
| Манчестер Юнайтед            | 2022/23                      | 10   | 1    | 0     | 0     | 6                     | 2                     | 0      | 0      | 16    | 3     | 1                  | 0                  | 17    | 3     |
| Манчестер Юнайтед            | Итого                        | 40   | 19   | 1     | 0     | 13                    | 8                     | 0      | 0      | 54    | 27    | 1                  | 0                  | 55    | 27    |
| Всего за «Манчестер Юнайтед» | Всего за «Манчестер Юнайтед» | 236  | 103  | 39    | 17    | 68                    | 24                    | 3      | 1      | 346   | 145   | 16                 | 12                 | 362   | 157   |
| Ан-Наср                      | 2022/23                      | 16   | 14   | 2     | 0     | 0                     | 0                     | 1      | 0      | 19    | 14    | 0                  | 0                  | 19    | 14    |
| Ан-Наср                      | 2023/24                      | 31   | 35   | 4     | 3     | 9                     | 6                     | 7      | 6      | 51    | 50    | 5                  | 0                  | 56    | 50    |
| Ан-Наср                      | 2024/25                      | 30   | 25   | 1     | 0     | 8                     | 8                     | 2      | 2      | 41    | 35    | 0                  | 0                  | 41    | 35    |
| Ан-Наср                      | 2025/26                      | 0    | 0    | 0     | 0     | 0                     | 0                     | 0      | 0      | 0     | 0     | 3                  | 6                  | 3     | 6     |
| Ан-Наср                      | Итого                        | 77   | 74   | 7     | 3     | 17                    | 14                    | 10     | 8      | 111   | 99    | 8                  | 6                  | 119   | 105   |
| Всего за карьеру             | Всего за карьеру             | 730  | 572  | 89    | 48    | 212                   | 157                   | 31     | 23     | 1062  | 800   | 110                | 54                 | 1172  | 854   |

Примечание:
По версии «Реал Мадрид» Криштиану Роналду забил за клуб на один мяч больше, чем в вышеприведённой статистике. В клубе считают, что 18 сентября 2010 года в матче «Реал Сосьедад» — «Реал Мадрид» один из голов забил Роналду, который исполнял штрафной удар, а не Пепе, от спины которого мяч рикошетом влетел в ворота.

### Выступления за сборную
| Сборная    | Год   | Отборочные матчи ЧМ | Отборочные матчи ЧМ | Финальные матчи ЧМ | Финальные матчи ЧМ | Отборочные матчи ЧЕ | Отборочные матчи ЧЕ | Финальные матчи ЧЕ | Финальные матчи ЧЕ | Кубок конфедераций | Кубок конфедераций | Лига наций УЕФА | Лига наций УЕФА | Товарищеские матчи | Товарищеские матчи | Итого | Итого |
| Сборная    | Год   | Игры                | Голы                | Игры               | Голы               | Игры                | Голы                | Игры               | Голы               | Игры               | Голы               | Игры            | Голы            | Игры               | Голы               | Игры  | Голы  |
| ---------- | ----- | ------------------- | ------------------- | ------------------ | ------------------ | ------------------- | ------------------- | ------------------ | ------------------ | ------------------ | ------------------ | --------------- | --------------- | ------------------ | ------------------ | ----- | ----- |
| Португалия | 2003  | −                   | −                   | −                  | −                  | −                   | −                   | −                  | −                  | −                  | −                  | −               | −               | 2                  | 0                  | 2     | 0     |
| Португалия | 2004  | 5                   | 5                   | −                  | −                  | −                   | −                   | 6                  | 2                  | −                  | −                  | −               | −               | 5                  | 0                  | 16    | 7     |
| Португалия | 2005  | 7                   | 2                   | −                  | −                  | −                   | −                   | −                  | −                  | −                  | −                  | −               | −               | 4                  | 0                  | 11    | 2     |
| Португалия | 2006  | −                   | −                   | 6                  | 1                  | 4                   | 3                   | −                  | −                  | −                  | −                  | −               | −               | 4                  | 2                  | 14    | 6     |
| Португалия | 2007  | −                   | −                   | −                  | −                  | 9                   | 5                   | −                  | −                  | −                  | −                  | −               | −               | 1                  | 0                  | 10    | 5     |
| Португалия | 2008  | 2                   | 0                   | −                  | −                  | −                   | −                   | 3                  | 1                  | −                  | −                  | −               | −               | 3                  | 0                  | 8     | 1     |
| Португалия | 2009  | 5                   | 0                   | −                  | −                  | −                   | −                   | −                  | −                  | −                  | −                  | −               | −               | 2                  | 1                  | 7     | 1     |
| Португалия | 2010  | −                   | −                   | 4                  | 1                  | 2                   | 2                   | −                  | −                  | −                  | −                  | −               | −               | 5                  | 0                  | 11    | 3     |
| Португалия | 2011  | −                   | −                   | −                  | −                  | 6                   | 5                   | −                  | −                  | −                  | −                  | −               | −               | 2                  | 2                  | 8     | 7     |
| Португалия | 2012  | 4                   | 1                   | −                  | −                  | −                   | −                   | 5                  | 3                  | −                  | −                  | −               | −               | 4                  | 1                  | 13    | 5     |
| Португалия | 2013  | 6                   | 7                   | −                  | −                  | −                   | −                   | −                  | −                  | −                  | −                  | −               | −               | 3                  | 3                  | 9     | 10    |
| Португалия | 2014  | −                   | −                   | 3                  | 1                  | 2                   | 2                   | −                  | −                  | −                  | −                  | −               | −               | 4                  | 2                  | 9     | 5     |
| Португалия | 2015  | −                   | −                   | −                  | −                  | 4                   | 3                   | −                  | −                  | −                  | −                  | −               | −               | 1                  | 0                  | 5     | 3     |
| Португалия | 2016  | 3                   | 7                   | −                  | −                  | −                   | −                   | 7                  | 3                  | −                  | −                  | −               | −               | 3                  | 3                  | 13    | 13    |
| Португалия | 2017  | 6                   | 8                   | −                  | −                  | −                   | −                   | −                  | −                  | 4                  | 2                  | −               | −               | 1                  | 1                  | 11    | 11    |
| Португалия | 2018  | −                   | −                   | 4                  | 4                  | 0                   | 0                   | −                  | −                  | −                  | −                  | −               | −               | 3                  | 2                  | 7     | 6     |
| Португалия | 2019  | −                   | −                   | −                  | −                  | 8                   | 11                  | −                  | −                  | −                  | −                  | 2               | 3               | 0                  | 0                  | 10    | 14    |
| Португалия | 2020  | 0                   | 0                   | −                  | −                  | −                   | −                   | −                  | −                  | −                  | −                  | 4               | 2               | 2                  | 1                  | 6     | 3     |
| Португалия | 2021  | 7                   | 6                   | −                  | −                  | −                   | −                   | 4                  | 5                  | −                  | −                  | 0               | 0               | 3                  | 2                  | 14    | 13    |
| Португалия | 2022  | 2                   | 0                   | 5                  | 1                  | 0                   | 0                   | −                  | −                  | −                  | −                  | 5               | 2               | 0                  | 0                  | 12    | 3     |
| Португалия | 2023  | −                   | −                   | −                  | −                  | 9                   | 10                  | −                  | −                  | −                  | −                  | 0               | 0               | 0                  | 0                  | 9     | 10    |
| Португалия | 2024  | −                   | −                   | −                  | −                  | −                   | −                   | 5                  | 0                  | −                  | −                  | 5               | 5               | 2                  | 2                  | 12    | 7     |
| Португалия | 2025  | 0                   | 0                   | −                  | −                  | −                   | −                   | −                  | −                  | −                  | −                  | 4               | 3               | 0                  | 0                  | 4     | 3     |
| Итого      | Итого | 47                  | 36                  | 22                 | 8                  | 44                  | 41                  | 30                 | 14                 | 4                  | 2                  | 20              | 15              | 54                 | 22                 | 221   | 138   |

## Награды
- Орден Инфанта дона Энрике степени офицера (5 июля 2004).
- Орден Инфанта дона Энрике степени великого офицера (7 января 2014).
- Медаль ордена Непорочного зачатия Девы Марии Вила-Висозской (30 июня 2006).
- Медаль «За заслуги перед Автономным регионом Мадейра» (6 января 2014).
- Орден Заслуг степени командора (10 июля 2016).

Источники:

## Вне футбола

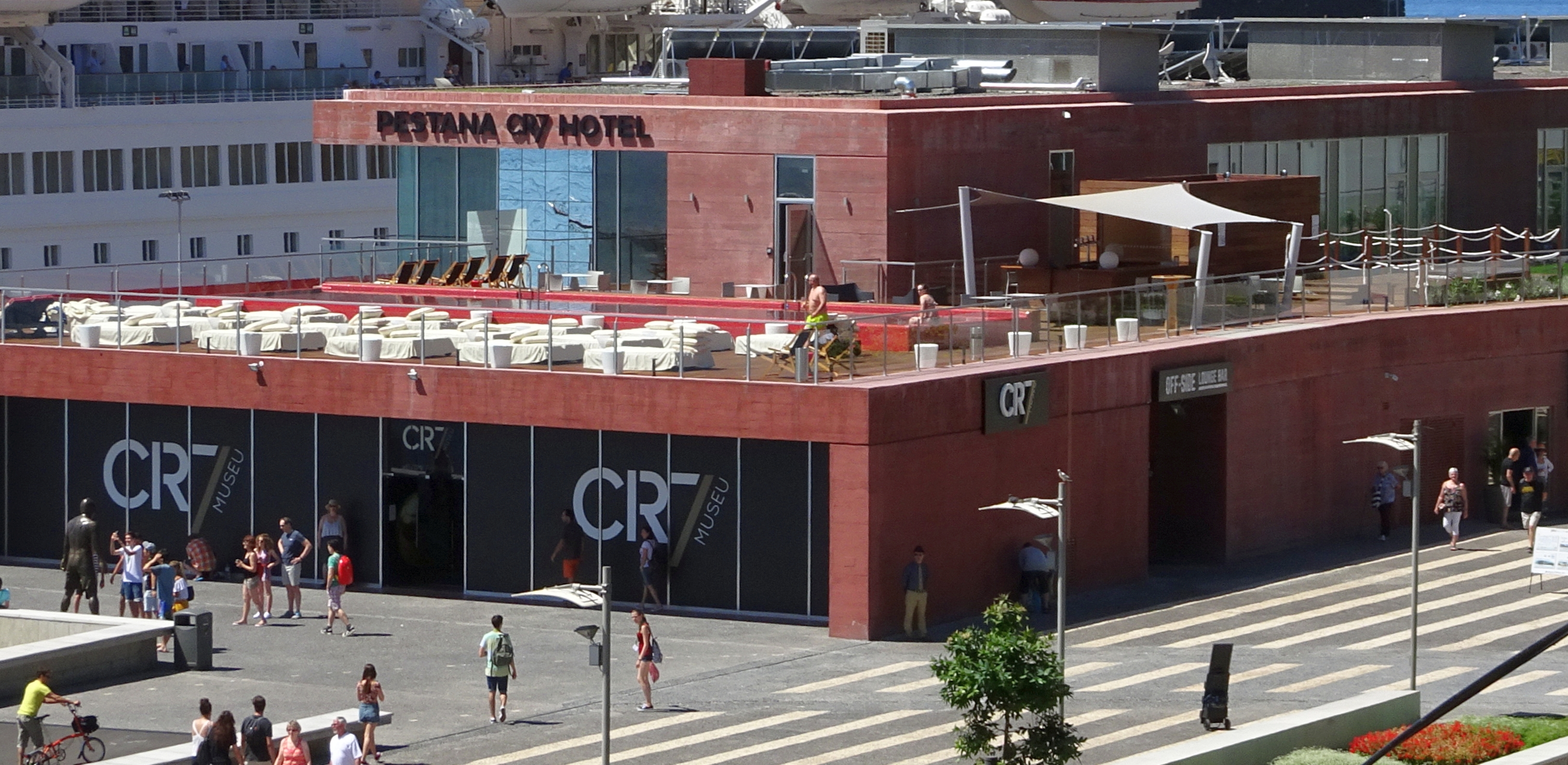
В городе Фуншал на острове Мадейра находится музей Криштиану Роналду, он был открыт 15 декабря 2013 года

### Реклама, бизнес и доходы
Криштиану Роналду является одним из самых востребованных спортсменов в мире рекламы: английский журнал SportsPro оценил продукты с символикой футболиста как одни из самых продаваемых в мире в 2012 и 2013 годах. С самого начала своей карьеры Роналду заключал множество рекламных соглашений с различными производителями потребительских товаров, в том числе спортивной экипировки, футбольных бутс (с ноября 2012 года Роналду играет в сделанных на заказ бутсах Nike Mercurial Vapor с инициалами «CR7»), безалкогольных напитков, одежды, автомобильных смазочных материалов, финансовых услуг, электроники и компьютерных игр. Роналду был лицом компьютерной игры FIFA 18, выпущенной компанией EA Sports. Он участвовал в процессе улучшения геймплея игры при её разработке. Его фирменное празднование забитых мячей сопровождалось собственной озвучкой. Помимо сотрудничества с EA Sports Роналду сотрудничал и с компанией Konami, выпускающей серию футбольных симуляторов Pro Evolution Soccer, он изображён на обложке PES в 2008, 2012 и 2013 годах.
Помимо футбола, Криштиану Роналду занимается бизнесом. В 2006 году он открыл свой первый бутик одежды под названием «CR7» на острове Мадейра в Португалии. В 2008 году Роналду открыл второй бутик в Лиссабоне. В партнёрстве со скандинавским производителем JBS Textile Group и нью-йоркским модельером Ричардом Чаем Роналду разработал линейку нижнего белья и носков, выпущенную в ноябре 2013 года. К июлю 2014 года перечень товаров «CR7» был расширен: в ассортименте появилась линейка премиальных футболок и обуви. В сентябре 2015 года Роналду выпустил собственную линейку парфюмерии.
С доходом в 800 млн долларов в период с 2010 по 2019 год, по оценкам Forbes, Роналду занял второе место в списке самых высокооплачиваемых спортсменов десятилетия по версии журнала, лишь только боксёр Флойд Мейвезер оказался выше Роналду в данном списке. В 2016 году португалец стал первым футболистом, который возглавил список самых высокооплачиваемых спортсменов по версии Forbes: общий доход Роналду в сезоне 2015/16 составил 88 млн долларов. С доходом в 93 миллиона долларов в сезоне 2016/17 Криштиану Роналду вновь возглавил этот список. В начале июня 2020 года, по данным Forbes, Криштиану Роналду стал первым в истории футболистом — долларовым миллиардером.

### Благотворительность
Роналду является одним из крупнейших благотворителей среди спортсменов. В мае 2005 года Португальская футбольная ассоциация пригласила на матч сборной мальчика по имени Мартунис, который полгода назад в семь лет пережил цунами в Индонезии и остался без матери. Во время катастрофы он был одет в футболку сборной Португалии с номером 7. Роналду встретился с мальчиком и подарил ему футболку, также игроки сборной передали ему чек на 40 тысяч евро. 11 июня Криштиану сам прибыл на Банда-Ачех, где снова встретился с Мартунисом и посетил пострадавшие от цунами территории. В 2008 году Роналду выиграл дело о клевете против газеты The Sun и пожертвовал полученную компенсацию благотворительным организациям на Мадейре. В 2009 году Роналду пожертвовал 100 тысяч фунтов стерлингов больнице на Мадейре, спасшей жизнь его матери, чтобы они могли построить новый онкологический центр на острове. В 2012 году Криштиану Роналду и его агент оплатили специализированное лечение девятилетнего мальчика из Канады, который боролся с раком. В декабре 2012 года Роналду присоединился к оздоровительной программе ФИФА, чтобы повысить осведомлённость детей о важности борьбы с различными болезнями и зависимостями, такими как наркомания, ВИЧ, малярия и ожирение. В январе 2013 года Роналду стал амбассадором международной организации Save the Children, благодаря чему надеется помочь в борьбе с голодом и ожирением детей. В марте этого же года Роналду стал послом на форуме по уходу за мангровыми растениями в Индонезии, целью которого является повышение осведомлённости о важности сохранения мангровых лесов. В 2015 году Роналду пожертвовал пять миллионов фунтов стерлингов на помощь пострадавшим от землетрясений в Непале. В июне 2016 года Роналду пожертвовал на благотворительность всю свою премию за победу в Лиге чемпионов, составлявшую 600 тысяч евро. Призовые за победу на Евро-2016 Роналду также перечислил на благотворительность. В августе 2016 года португалец запустил мобильное приложение CR7Selfie, предназначенное для съёмки селфи, часть прибыли с которого идёт организации Save the Children.

### Популярность и признание

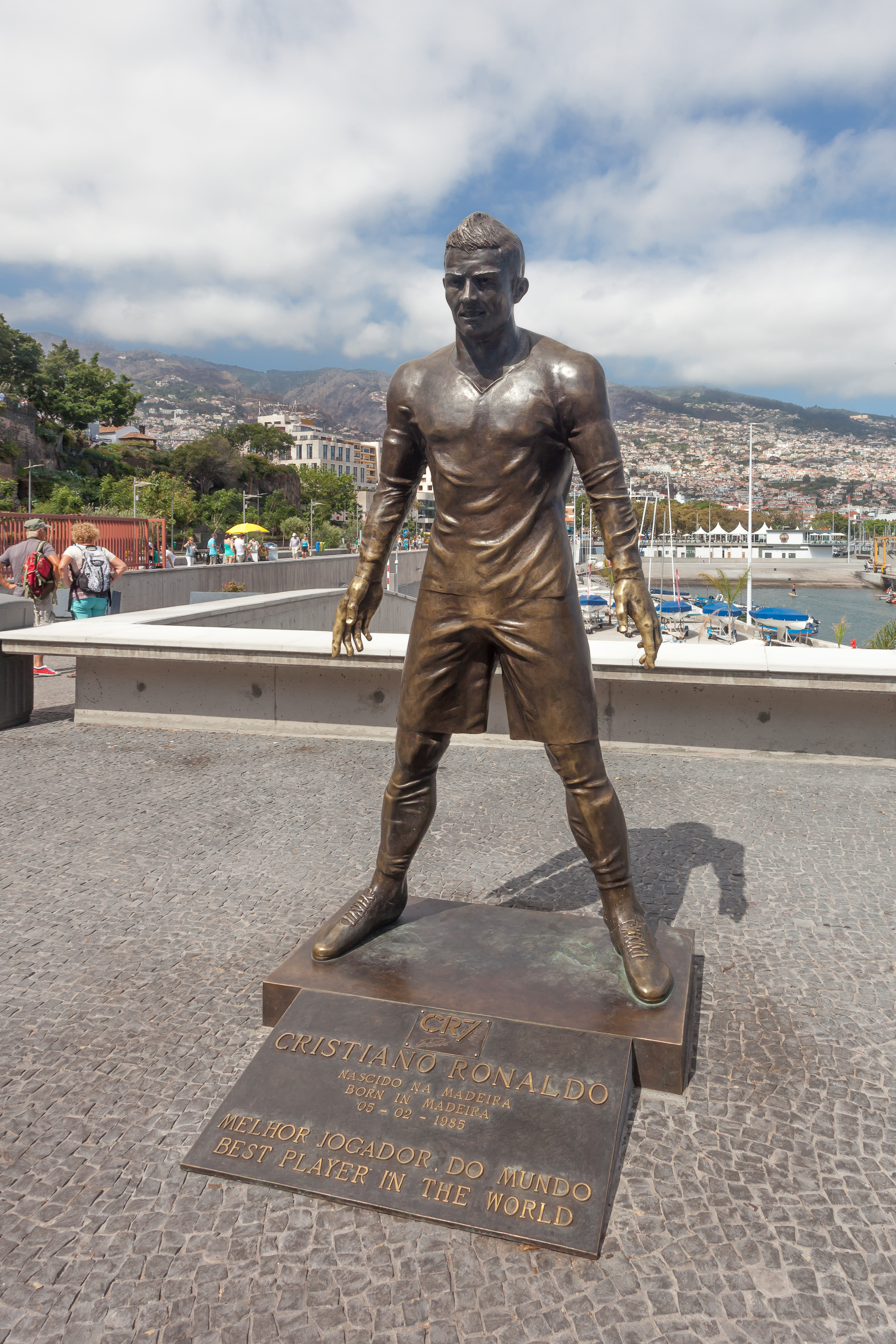
Статуя Роналду на Мадейре изображает стойку при исполнении им штрафных ударов

В 2014 году журнал Time внёс Роналду в ежегодный список ста наиболее влиятельных людей мира. ESPN назвал Роналду самым известным спортсменом в мире в 2016, 2017, 2018 и 2019 годах. Криштиану Роналду является одним из самых популярных людей в социальных сетях, к июню 2015 года на его аккаунты в Facebook, Twitter и Instagram было подписано в общей сложности 158 миллионов человек, из которых 103 миллиона — в Facebook, что стало рекордом в данной социальной сети. К июню 2017 года количество подписчиков Роналду во всех социальных сетях выросло до 277 млн пользователей. Рекламодатели футболиста заработали около миллиарда долларов с помощью рекламы в медиа от Роналду в период с июня 2016 года по июнь 2017 года. 29 января 2020 года число подписчиков Криштиану Роналду в Instagram достигло рекордной отметки в 200 миллионов. По этому показателю его аккаунт уступает только официальному аккаунту социальной сети, имеющему более 300 миллионов подписчиков. Вдобавок ко всему Роналду выпустил два мобильных приложения: в декабре 2011 и 2013 годов соответственно были запущены игра под названием Heads Up with Cristiano и специализированный веб-сайт с мобильным приложением Viva Ronaldo. Разработчик антивирусного компьютерного обеспечения McAfee в 2012 году опубликовал список футболистов, запросы относительно которых в Интернете чаще всего ведут к небезопасному веб-сайту, и Криштиану Роналду возглавил данный список.
Жизнь и личность Роналду стали темой фильмов и книг. Его автобиография под названием «Моменты» была опубликована в декабре 2007 года. В 2012 году писатель Лука Кайоли выпустил биографическую книгу о португальце под названием «Роналду. Одержимый совершенством». Компания Castrol, являющаяся одним из спонсоров Роналду, спродюсировала документальный фильм «Роналду: Проверка на прочность», в котором он выполнял различные физические упражнения. Другой документальный фильм под названием «Криштиану Роналду: Мир у его ног» был выпущен в видеохостинге Vimeo в июне 2014 года. 9 ноября 2015 года Universal Pictures выпустил документальный фильм о жизни и карьере португальца под названием «Роналду».

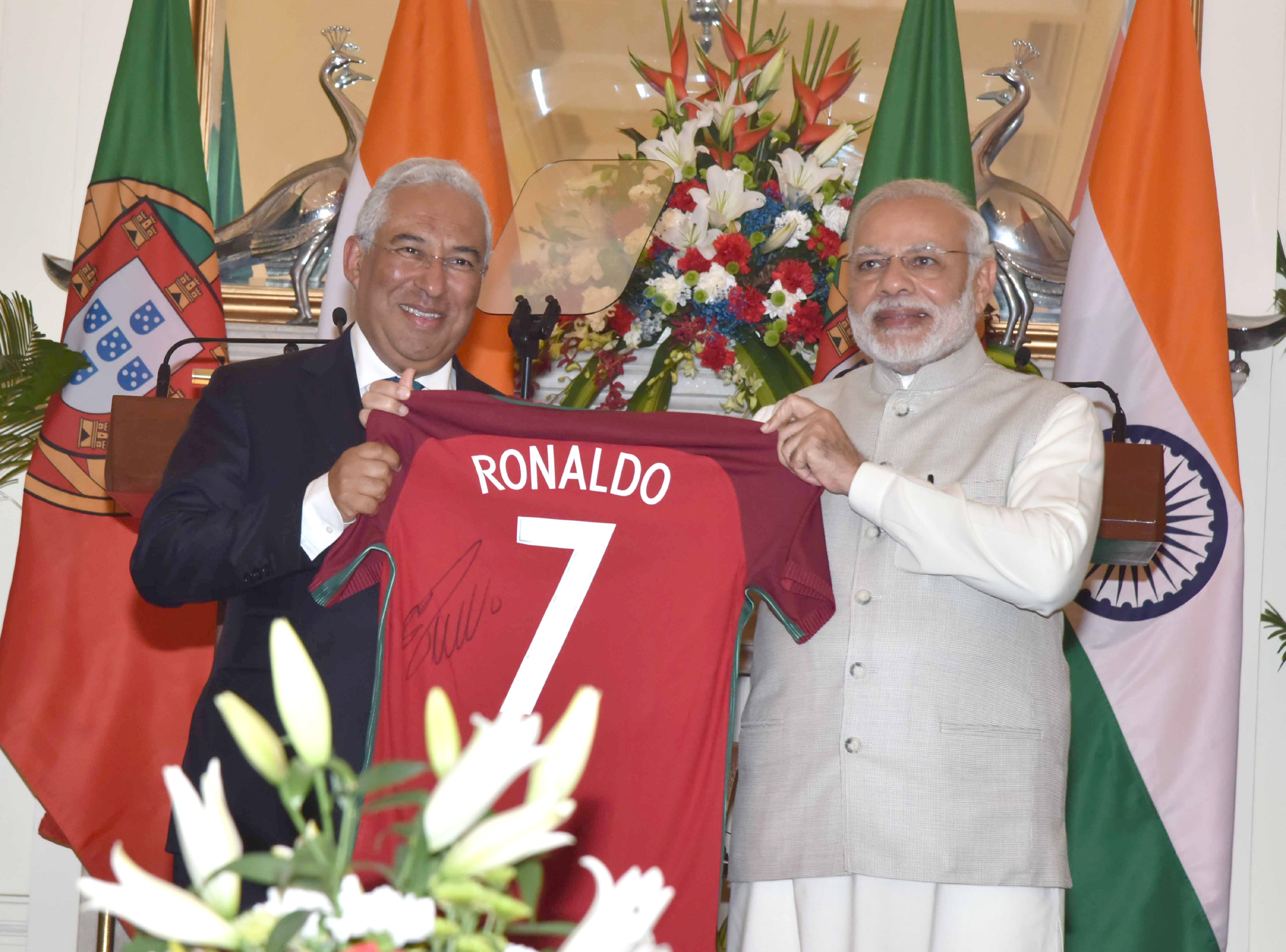
Премьер-министр Португалии Антониу Кошта дарит премьер-министру Индии Нарендру Моди подписанную игровую футболку Криштиану Роналду, январь 2017 года

Игровая футболка Криштиану Роналду на протяжении всей его карьеры является популярным спортивным товаром. В 2008 году, во время выступления футболиста за «Манчестер Юнайтед», его футболка с номером 7 стала самым продаваемым предметом экипировки под эгидой Премьер-лиги. В 2015 году футболка мадридского «Реала», в которой выступал Криштиану, стала второй по популярности в мире после футболки Лионеля Месси. В 2018 году, после перехода Роналду в итальянский «Ювентус», в течение 24 часов после начала продаж было продано более 520 тысяч футболок, что принесло более 62 миллионов долларов.
В 2007 году португальский клуб «Насьонал», в котором Криштиану играл в самом начале своей карьеры, переименовал кампус молодёжного состава в честь Роналду. В июне 2010 года Криштиану Роналду стал четвёртым футболистом, чья восковая фигура была представлена в музее мадам Тюссо. Ранее в музее находились лишь фигуры Стивена Джеррарда, Пеле и Дэвида Бекхэма. В декабре 2013 года Роналду открыл собственный музей в своём родном городе Фуншал, где находятся трофеи и памятные вещи из его жизни и карьеры. 21 декабря 2014 года в Фуншале была открыта бронзовая статуя Роналду. 17 июня 2015 года астрономы из Лиссабонского университета обнаружили новую галактику, которой присвоили обозначение CR7 (Cosmos Redshift 7).
22 июля 2016 года, после победы сборной Португалии на Евро-2016, международный аэропорт Мадейры в Фуншале был переименован в международный аэропорт Криштиану Роналду. Открытие переименованного аэропорта состоялось 29 марта 2017 года, в здании аэропорта был также представлен бюст головы самого Криштиану, созданный португальским скульптором Эмануэлем Сантушем. Однако переименование аэропорта и представленный бюст вызвали противоречивую реакцию. Бюст высмеяли различные комики, в том числе в юмористической передаче Saturday Night Live, так как он был не похож на самого футболиста. Изменение названия вызвало множество споров на региональном уровне при участии различных политиков и граждан, которые организовали подписание петиции против этого решения. Председатель регионального правительства Мадейры Мигел Албукерке также высказал свою порцию критики. Спустя год спортивный сайт Bleacher Report заказал у Сантуша ещё один бюст Роналду, однако в итоге он был сделан другим скульптором.
21 августа 2024 года запустил собственный канал в социальной сети YouTube, на который менее чем за сутки подписалось 20 миллионов человек. Уже на следующий день Роналду получил от видеосервиса «Золотую кнопку».
13 сентября 2024 года стал первым в мире человеком, кто достиг отметки в 1 млрд подписчиков в своих социальных сетях.

## Личная жизнь

### Семья и отношения
Отец Криштиану скончался в 2005 году из-за проблем, связанных с алкоголизмом. У самого Роналду пятеро детей. Первый сын, Криштиану-младший, родился 17 июня 2010 года от неизвестной матери. Роналду заявил, что является единственным попечителем ребёнка и по соглашению с матерью новорождённого не будет публично раскрывать её имя. С 2010 по 2015 год состоял в отношениях с российской супермоделью Ириной Шейк. В июне 2017 года у Роналду появились близнецы от суррогатной матери, детей назвали Ева и Матео. С 2016 года состоит в отношениях с испанской моделью Джорджиной Родригес, от которой 12 ноября 2017 года у него появилась дочь Алана Мартина. 18 апреля 2022 года Джорджина Родригес сообщила, что у них с Роналду родилась дочь, которую назвали Белла Эмеральда. Позже, 19 апреля 2022 года Роналду сообщил, что его новорождённый сын, близнец этой дочери, не выжил.

### Проблемы с законом
В 2005 году Роналду был обвинён в сексуальном насилии. Предполагаемая жертва, некая француженка, заявила, что 2 октября Криштиану изнасиловал её в номере лондонского отеля. 25 ноября дело закрыли ввиду недостаточности доказательств для официального предъявления обвинения. По версии газеты News of the World, обвинение сфабриковала проститутка с целью наживы. В апреле 2017 года немецкий журнал Der Spiegel опубликовал расследование, связанное с другим предполагаемым изнасилованием, совершённым Роналду. Издание утверждало, что насилие произошло в 2009 году. По этому поводу началось расследование полицейского департамента Лас-Вегаса. В 2019 году полиция Лас-Вегаса отказалась предъявлять обвинения Роналду в связи с недостаточностью доказательств.
В июле 2017 года Роналду обвинили в уклонении от уплаты налогов на сумму в почти 15 миллионов евро за период с 2011 по 2014 год. Утверждалось, что он скрыл доход от продажи имиджевых прав через финансовую структуру, которая перевела деньги через Ирландию на Британские Виргинские острова. Сам игрок все обвинения отрицал. В июне 2018 года Роналду признал свою вину, получил двухлетний срок тюремного заключения и штраф на сумму 18,8 миллионов евро, по официальной договорённости с испанскими властями приговор был смягчён: условное осуждение и штраф 16,8 млн евро.